# マニラ大虐殺
マニラ大虐殺（マニラだいぎゃくさつ）は、マニラの戦い (1945年)において発生したとされる虐殺事件。日本軍による虐殺と、アメリカ軍の砲撃による犠牲者が多数発生し、最終的なマニラでの一般市民の犠牲者は10万人を超えるとされている。戦後マニラ軍事裁判において山下奉文が、極東国際軍事裁判において武藤章が責任を問われ有罪となった。

## 事件経緯

### フィリピン人の抵抗

#### 日本軍軍政の失敗

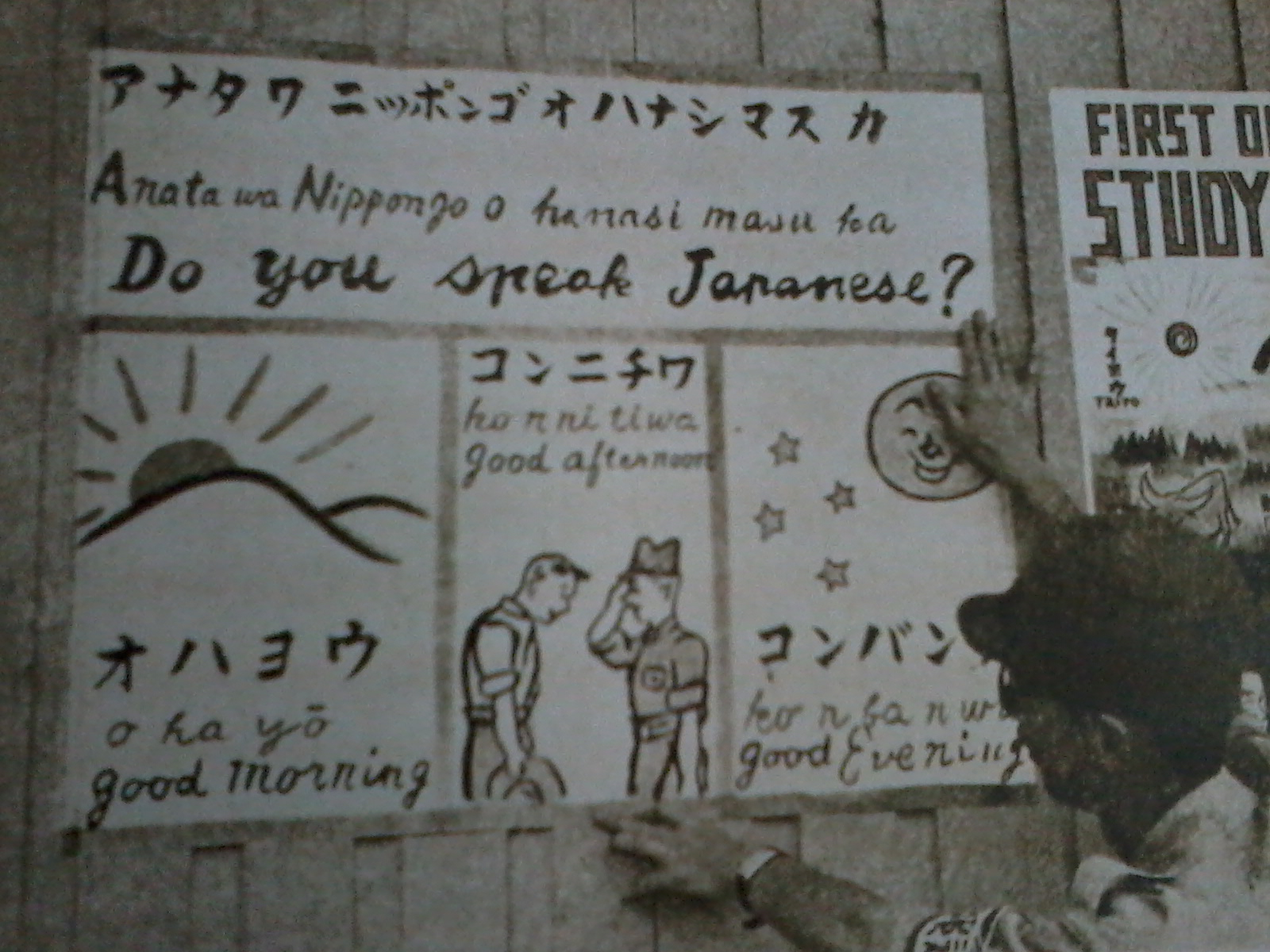
日本占領下でのフィリピン

アメリカは自国の植民地のフィリピンに対してフィリピン独立法を成立させ、表向きの独立を約束していた。1935年11月に独立準備政府が発足、マニュエル・ケソンが大統領に就任したがその後、太平洋戦争が勃発した。アメリカ本国は在フィリピンのアメリカ軍とフィリピン軍を統合しアメリカ極東陸軍が編成すると、フィリピンの軍事顧問であったダグラス・マッカーサーを現役復帰させて司令官に任命した。やがて、フィリピンには本間雅晴中将率いる第14軍が上陸、フィリピンの戦いによってマニラも日本軍に占領され、マッカーサーはオーストラリアに脱出、ケソンはアメリカに亡命した。
フィリピンを占領した日本軍は軍政を開始した。フィリピンでは独立準備のためにフィリピン行政委員会（比島行政府）が組織されており、日本はこの行政府をそのまま利用しようと考えて、ホルヘ・B・ヴァルガスを行政府議長に任命すると、軍司令官の下に置かれた軍政監がヴァルガスを指揮し、そしてフィリピン人で構成された行政府が実際の行政をおこなうという間接統治の形式としたが、実際には、その行政府を“指導”するためとし、行政府と並立して軍政監部という組織も作って、そこに軍からの要請で日本から官僚や経済人が送り込まれた。そのため、形式上は並列で“指導”する立場であった日本人で構成された軍政監部が、実際の行政の指揮を行う直接統治のような形式となり、ヴァルガスは傀儡も同然であった。
日本は開戦の目的通り、フィリピンから資源を確保しようと計画しており、以下の方針で軍政が施行されることとなった。
1. 軍が現地自活するため、兵を養う物資を確保する。
2. フィリピン国内の軍需物資を確保し、内地に送る。
3. 治安上、民生の安定をはかる。

フィリピンは典型的な植民地経済であって、アメリカはフィリピンの産業を農業を中心とし、主に砂糖やタバコを生産させていた。それらをすべて買い上げる代わりにマッチやロウソクといった消耗品から、熱帯生活に不可欠な冷蔵庫といった電気製品までアメリカが売りつけていた。フィリピンの農民はアメリカが指示する作物を生産すれば確実に儲かるため、主食の米よりはサトウキビなどの生産を優先させていたので、フィリピンは米を自給することができず、仏印から米を輸入してまかなっていた。
軍政監部の閣僚たちは、このようなフィリピンの状況を認識したが、このままでは軍の現地自活どころかフィリピン人を食べさせるだけの米の確保も困難なのは明らかで、米の増産が緊急課題となった。しかし、サトウキビ中心の農業体系のためフィリピンには灌漑施設が少なく、さらに米作技術は遅れており、日本の様な苗代方式ではなく、依然として直播き方式であったうえに田に生えた雑草取りすらしない有様で、軍政監部の農業指導にもかかわらず1反あたりの収穫量は日本の半分にも達していなかった。様々な問題もあって米の収穫量はあがらなかったため、米の流通機構を抑えて配給制とし、不足分はサイゴンからの輸入でどうにか賄おうとしたが、捷号作戦による決戦方針で南方総軍の司令部がマニラに移り、フィリピンに日本軍部隊が続々と増強されると、現地自活方針により軍による米の買い占めや徴発が行われた。この頃には、アメリカ軍による海路遮断作戦で多くの輸送船が沈められて、海上交通が麻痺し海外からの米の輸入は困難となっており、フィリピン人に十分な量の主食を配給することができずに飢餓に陥ることとなった。フィリピン人は米を食べることができなくなり、サツマイモやトウモロコシで飢えを凌ごうとしたがそれでも足りず、得体のしれないものも食するようになった。フィリピン人のなかには「日本が占領していると、こんなに食うことさえ難しくなるのか」という不満が蔓延していった。
また、円とペソの為替レートを円に有利に設定したため、フィリピンでは日本より物価水準が約半分となってしまい、日本人による買い占めが起こった。特に戦前にアメリカから輸入されてストックされていた生活物資を日本人が買いあさったため、ストックが尽きかけると物資不足によるインフレが発生した。それでも軍政監部の官僚は、自らの給与を大幅カットするなどの歳出を削減する緊縮財政でインフレを抑え込もうとしたが、フィリピン決戦方針で日本軍増援が続々と到着すると、軍票で大量の物資の買い占めを行ったため、一気にインフレが進行してハイパーインフレとなってしまった。主食の米は1943年から1年間の間に価格が1,000倍以上となってしまい、フィリピン人の手には届かなくなってしまっている。
しかし、経済に素人の軍人はこのハイパーインフレの原因すら理解できておらず、第14方面軍参謀長武藤章中将が、軍政監部政財務部の官僚を呼びつけて「財務部がルーズだからインフレになったんだろ」と叱りつけたが、財務部の官僚からは「元々、内地からも、どこからも品物を運んでこないで消費するだけ、しかも物資不足に拍車して、みんな買いだめをやっていたのでは、インフレになるに決まってる」「軍がばらまいた軍票が何十倍になっているか確認すれば、だれが（インフレの）犯人かはっきりする」と反論されている。
1944年末頃になると、アメリカ資本により繁栄しアジア内でのトップクラスの生活水準を誇り「東洋の真珠」とも呼ばれたマニラですら、ハイパーインフレの進行とアメリカ軍の空爆の激化ですっかりと活気を失っており、大量の失業者が出て街には乞食が溢れていた。既に貨幣経済は崩壊し、フィリピン人は日本人に対してサービスの対価として「ライス・OK」と貨幣ではなく米を求めるようになった。そして、空腹に苦しむフィリピン人は、食事時になるとレストランや食堂の前に大量に集まって、客が食事を終えるのをじっと見ており、客がフォークとナイフを置いた瞬間にテーブルに向けて殺到して喰い残しを漁った。カフェで日本人がコーヒーを飲んでいるときには、次から次へと金や物をせびりに来た。いくら追い払おうが、フィリピン人たちは臆することなく汚れ切った手で客にすがってせびり続けていたという。
日本軍は多くの官僚や経済人などの民間人を軍政のためにフィリピンに呼び寄せたが、主要な仕事は経済にも民生にも素人の軍の参謀が指揮をとったのでうまくいくことはなかった。軍の参謀は当時の軍人万能の風潮で自分の能力を過信し、専門家の的を射た助言を聞くこともなく、また官僚らも軍の威光に遠慮したため、軍による独りよがりな軍政となってしまった。第14方面軍の中でも専門家の意見を軍政に反映させるため、軍参謀部のなかに「軍政参謀」という肩書を作って官僚を登用したといった動きもあったが、軍組織に文官が入るということを嫌った大本営から「軍令系統を乱すものだから、直ちに解体しろ」という横やりが入ってしまい、折角の画期的な試みも挫折してしまった。
また、日本人とフィリピン人の民族性の違いも大きな障壁となった。フィリピン人はアメリカの統治によってアメリカナイズされており、いわば“茶色いアメリカ人”となっていた。日本軍はそのようなフィリピン人を見て、「個人主義にて愛国心なし」「怠惰にて労働を蔑視する」「400年も虐げられて何一つ精神文化を持たない被圧迫民族」などと見下していた。特にフィリピン人を激怒させたのが平手打ちであった。日本軍兵士が満州や中国でもやってきたようにフィリピン人に対しても気に食わないと平手打ちをしたが、アメリカナイズされたフィリピン人の多くは自分たちを紳士と考えており、頬を叩かれることが最大の侮辱であった。フィリピン人を研究した軍政監部の閣僚たちはそのことを理解しており、軍にフィリピン人に平手打ちをしないよう要請したが、それは徹底されず、なかにはある部落で尊敬されていた部落長を日本兵が平手打ちしたため、その部落から復讐されて分遣隊の日本兵が皆殺しにされるという事件も発生した。また、他の東南アジア占領地でも行ってきた、大東亜共栄圏の理想の元の日本語の教育強制など行き過ぎた皇民化教育もフィリピン人の反感を買った。結局、日本人の多くはフィリピン人の特性を理解することはなかった。
日本は、ホセ・ラウレルを大統領とするフィリピン第二共和国を成立させて形ばかりの独立を認めたが、軍政の失敗もあって大半のフィリピン人は日本による支配を受け入れてはいなかった。対日感情は悪化する一方であり、この頃のフィリピン人が異口同音に言っていた皮肉は以下のようなものであったという。

#### ゲリラ活動の激化

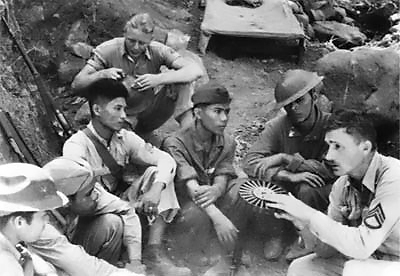
フィリピンゲリラにルイス軽機関銃の操作法を指導するアメリカ兵

フィリピン奪還を目指していたマッカーサーは、この日本軍に対するフィリピン人の反感を巧みに利用することとした。日本軍の捕虜にはならずミンダナオ島に潜伏していたウェンデル・フェルティグ大佐など、フィリピンに潜伏していたアメリカ兵たちに指示して、潜水艦で大量の武器を送り込むとゲリラとして組織化した。アメリカ統治時代からフィリピンには多数のゲリラ組織があったが、国家意識が希薄で全部が祖国愛で活動していたというわけではなく、マッカーサーが帰ってきたときの自分たちの立場を考えて、ゲリラ活動をやっていれば得するだろうという打算で活動している組織も多かった。なかには、アメリカに反感を持っているが打算で抗日活動を行っている組織もあった。
フィリピンの対日武装勢力は二つに大別できる組織からなり、ともに大きな団体となっていた。ひとつは、かつてのアメリカ極東陸軍の将兵ら（通称をアメリカ極東陸軍の頭字語USAFFEからユサッフェ・ゲリラという）であり、他方は、フクバラハプと呼ばれるフィリピン国内の農民革命運動や労働運動者たちであった。この2組織は必ずしも協力関係にあったわけではなく、あるときフクバラハプ側がユサッフェに対して同盟を組もうと迫ったが、逆にユサッフェはこれを拒絶してフクバラハプに攻撃を仕掛けたりもしていた。ユサッフェは、アメリカ極東陸軍の正式区分だった全10管区を引き継ぐ形で軍管区司令部を設置し、総兵力約22000名によるゲリラ戦を展開した。ユサッフェ・フクバラハプの2集団とは別に中小のゲリラ集団が各地に点在しており1943年に大本営陸軍部がまとめた「最近ニ於ける比島事情」には100以上の組織と27万人のゲリラが報告されている。ゲリラ以外でもミンダナオ島に居住するモロ族は、スペインやアメリカの支配に対しても激しく抵抗しており、日本軍も鎮圧のために派遣した1個中隊が壊滅的な損害を被るなど、実質的には統治できなかった種族もあった。
アメリカ軍がレイテ島に侵攻してくる前には30万人以上の武装ゲリラが存在して日本軍と戦闘をしており、日本軍が掌握できていたのはフィリピンのわずか30%に過ぎなかった。前年の1943年の時点でも、連日のように道路・橋や電話線の破壊、移動中の部隊への襲撃が相次ぎ「昼間ですら歩けない」とさえ言われた。そして、ゲリラ支配地域に入ってしまった日本兵や日本人住民は多くが殺害されて、頭部や性器など重要器官を切断された遺体となって発見された。明治時代から日本人の入植が進み、太平洋戦争前から日本人学校まであったパナイ島では、2,000人の日本軍守備隊と日本人住民に対して、ゲリラの人数は最大で20,000人に達しており、日本が支配している地域は、島最大の都市イロイロ市付近だけで、他は全てゲリラの支配圏となっていた。パナイ島の日本人漁民十数名がゲリラの支配地域であるギマラス島に向けて漁に出たことがあったが、一人も帰ってくることはなく、のちに日本軍が漁民の遺体を発見したときには見るも無残な状態であった。パナイ島のゲリラは全員がマチェットを持っており、日本人を殺害するとバラバラに切り刻んでいたという。その後、パナイ島にもアメリカ軍が上陸してきたが、大量のゲリラに圧倒されていた日本軍と多くの婦女子を含んだ日本人住民は山に逃げ込み、追い詰められた日本軍と日本人住民は集団自決をはかって多くの死者を出している。
ゲリラといっても、アメリカ軍の指揮・命令を受けていたユサッフェはフィリピン人のアメリカ陸軍正規兵であるフィリピン・スカウトと同じ扱いであって、アメリカ本国から階級の昇進や任免まで行われていた。兵器についても、自動小銃や短機関銃を大量に供給され、火器装備は90%を超えており、支配者である日本軍より火力に優れているといった有様になっていた。特にゲリラ勢力が強いセブ島では、ゲリラは、開戦前から石油技師として在住していたためフィリピンに土地勘のあったアメリカ軍将校ジェームズ・M・クッシング中佐に指揮されており、組織的な軍事作戦を展開し、市街地にも迫撃砲で砲撃してくるので、陸軍の守備隊が海軍航空隊にゲリラ勢力への空爆を要請するなど、戦争をしているのと何ら変わらない状況となっていた。クッシングのゲリラ部隊に対して日本軍は懸命の掃討作戦を行い、クッシングを脱出不能にまで追い込んだが、その時に海軍乙事件が発生し、連合艦隊参謀長福留繁中将らがクッシングのゲリラ部隊に捕えられた。ゲリラ側は福留らの引き渡しの条件としてクッシングの解放を求め、日本軍討伐隊は止む無く取引に応じて福留らを引き取った。その際にクッシングは福留らの持っていた機密書類を手に入れ、それをアメリカ本国に送って後の戦いを有利に進めることができた。
アメリカ正規兵扱いのユサッフェゲリラであったが、全員が軍服を着用しているのではなく、むしろ一般市民に溶け込むような活動を行っていた。また、これらゲリラの戦闘部隊を多くのフィリピン人が食料や情報を提供して支援していたが、日本軍にはゲリラや協力者と一般市民を見分ける手段はなかった。また、日本軍に友好的と思われていた部落が日本軍の部隊を宴会に招き、饗宴の途中で突然ゲリラが襲撃してきて、油断していた日本軍がだまし討ちされたという事例も発生しており、多くの戦友や一般の邦人をゲリラに殺害されて、その報復として日本軍のゲリラ討伐が激しくなっていったという指摘もある。ゲリラ活動が激しかったバタンガス州でゲリラ討伐を行った兵士によれば、多くの戦友がゲリラに殺害されており、自らもフィリピン人に殺される夢を見るほどに追い詰められていたという。そのため、連日ゲリラ討伐としてフィリピン人を殺害しており、その兵士にとって戦争はアメリカ軍との戦闘ではなく「ゲリラ討伐」というフィリピン人殺害であった。
ゲリラとの戦闘が激化するにつれて、ゲリラ捜索が強化され、マニラ市内でも憲兵がゲリラの疑いがあるといって多くのフィリピン人を逮捕拘束した。ゲリラの容疑者とされたフィリピン人の多くは身に覚えがなかったが、憲兵隊の捜査は強引で杜撰なものであった。1944年9月にマニラでゲリラ容疑者として逮捕されたフィリピン人ホセ・ポルカピリオは、他に逮捕された多くのフィリピン人と一緒に、目のところに2つの穴が開いている黒い袋を頭から被っているフィリピン人協力者の前に立たされたが、その協力者が1人1人首実検し、ゲリラであると指さされると問答無用にゲリラとみなされて、ポルカピリオもゲリラと指さされてそのまま拘束されたという。ポルカピリオはマニラの都心イントラムロスのサンチャゴ要塞にあった地下牢に連れていかれ、連日水責め、棍棒での殴打、柔道技での暴行、生爪をはがして120ボルトの電流を流すなどの激しい拷問を受けてゲリラであるとの自供を強要された。そこで自供をすると裁判もなく憲兵に斬首されたが、ポルカピリオは拷問に耐え抜いて釈放された。しかし、地下牢から解放された容疑者は10人のうち1人に過ぎず、また、この地下牢に拘束されていたゲリラ容疑者は、マニラで市街戦が始まると放置されてそのまま餓死することとなってしまい600人が犠牲になった。憲兵隊の暴虐はフィリピン人の心に深く刻まれ、戦後しばらくの間は「KENPEITAI」という言葉が、日本軍に対する恐怖と暴虐の象徴として広く認知されていた程であった。ポルカピリオは当時の多くのフィリピン人の想いとして「アメリカから独立し、東洋の力で東洋の文化を育てたいという強い哲学があった。西洋の力で制圧されたくなかった。そのリーダーシップを日本がとって欲しかった」「もし日本が残虐行為をしなかったら、アメリカはフィリピンに戻ってこれなかった」と語っており、強引なゲリラ捜索は却ってフィリピン人の反日感情を高めてしまった。
レイテ島の戦いなどで日本軍が敗北すると、フィリピンゲリラの活動はさらに活発化し、日本軍部隊への攻撃や破壊工作が激化していた。日本軍はゲリラ討伐に明け暮れることとなったが、マニラ近郊でもサン・パブロでは、アメリカ軍が侵攻してくる前の1月中旬に日本軍が武装ゲリラの攻撃を受けて約20数名の死傷者を出していた。そこで振武集団は命令ではなく戦訓として、「米軍迎撃の際は、軍背後及び周辺を無人地帯化すべし」と通知した。この通知によって、ルソン島南部のバタンガス州に配置されていた歩兵第17連隊においてはより具体的に「対米戦に先立ちゲリラを粛清する」という命令が出されていた。その趣旨としては、「現状をもって推移すれば対米戦を待たずに自滅に至る」との説明があり、「住民にしてゲリラに協力するものはゲリラとみなし粛清せよ。責は兵団長が負う」とも徹底された。
粛清の対象は男性の成人だけにはとどまらなかった。ゲリラ討伐命令を出した第17連隊長の藤重正従大佐は、戦後のBC級軍事裁判にて責任逃れすることなくその事実を認めたが、「小銃を持つ女が自分の部隊にかなりの損害を加えた例が少なくなかった」「自分が車に乗ってる時、子供が自分に手榴弾を投げた。自分は部隊に、もし、武器を所持した女子供から攻撃されたときは、もちろん彼等をやっつけなければならないと命令した」と供述しており、女性や子供もゲリラの疑いがあれば殺害するように命じたことを認めている。女性も討伐対象となる中で、憲兵リパ地区の分遣隊長が部下の士気高揚のために「敵が上陸するまで女は我慢しろ。上陸したら強姦してもかまわん。ただし済んだ女は必ず殺せ」と訓示するなど、一部で非行行為を煽る者まで現れた。それでも、軍律が保たれている間は、実際に暴行に出るものはごく一部に限られていたが、リパ地区でもアメリカ軍の侵攻で守備隊が敗北すると、日本軍の組織が崩壊して、死を意識した敗残兵による性的暴行が横行することとなった。
ルソン島にアメリカ軍が迫る頃には、日本軍はフィリピン人に対して疑心暗鬼に陥っており、戦後に虐殺の罪を裁くために開廷されたマニラ軍事裁判にて、第14方面軍司令官山下奉文大将のアメリカ軍人の弁護人が「事実上、地方のすべての住民が、彼等(日本人)に対して銃をとり、昼間、彼等に微笑を送るおだやかなフィリピン人が、夜になると、彼等を裏切って彼等に危害を加えるように思ったのは不思議ではない」と述べた程であった。

### 虐殺に至るまで

#### マニラ防衛方針の混乱

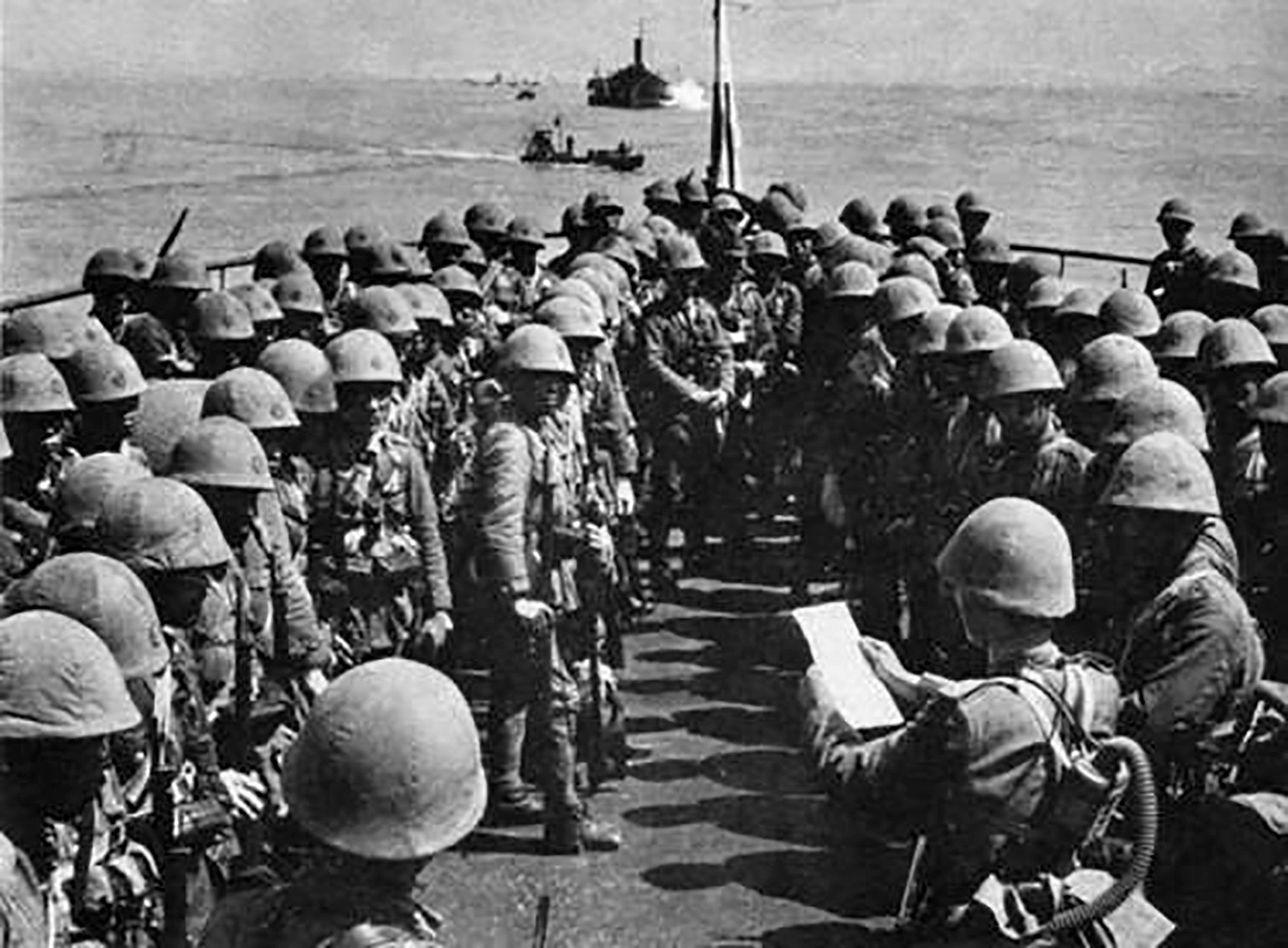
日本海軍陸戦隊

太平洋戦争末期の1945年1月、マニラが在るルソン島に連合国軍が上陸、陸軍の第14方面軍司令官山下奉文大将と参謀長の武藤章中将はレイテ島の戦いなどで戦力を消耗していた第14方面軍では、アメリカ軍との4つに組んでの決戦は困難と判断しており、山地に呼び込んでの持久戦を考えていた。そして、山下は以下の理由によってマニラの防衛戦を行わないことを決めた。
1. マニラの人口は約100万人であり、住民を飢えさせずに戦闘することは不可能である。
2. 都心のイントラムロス以外は木造建築物が多く燃えやすい。
3. マニラは平地であり、防衛するためには大兵力の投入が必要である。

また地下水脈が多く地下陣地の構築も困難なことから防衛には適さないと判断していた。無防備都市の宣言も検討したが、その権限は山下にはない上に、宣言するにもすべての軍事施設を撤去して、膨大な軍需物資を運び出さなければならなかったが、その時間的な余裕もなかった。
当時、マニラには日本陸軍のマニラ市内防衛を任務とするマニラ防衛隊（司令官小林隆少将）と第4航空軍（司令官冨永恭次中将）、日本海軍のマニラ湾の防備とマニラ市内の海軍施設の警備を任務とする第31特別根拠地隊（司令官岩淵三次少将）が配置されていた。そのなかで第4航空軍は、司令官の冨永が、クラーク飛行場中心とするマニラ近郊の飛行場を易々とアメリカ軍に渡すことによる戦略的な悪影響と、さらに自分が万朶隊を皮切りに多数の特別攻撃隊を見送ってきており、「決戦というからには、国家の興亡がかかっているから体当りをやらせた。それなのに今度はルソンで持久戦をやるという。これでは今まで何のために特攻隊を犠牲にしたのかわからなくなる」「富永はマニラを動かんぞ。マニラで死んで、特攻隊にお詫びするんだ」という富永自身の強い拘りもあって、山下の方針に反してマニラからの撤退を拒否していた。第4航空軍の参謀ら司令部要員も軍属に至るまで、富永の「マニラ軍司令部を最後まで死守する」という覚悟を礼賛し、富永と運命を共にする覚悟で司令部外郭の防備強化に奔走していた。
山下は、富永と陸軍幼年学校からの同期で個人的にも親しかった第14方面軍参謀長武藤を説得に差し向けた。撤退を促す武藤に対して富永が｢航空隊が山に入ってなにをするのだ? ｣と不満を明かしたところ、武藤も理解を示して｢燃料も航空機もない山中に航空司令部が固着しても意味はない。司令部に来て山下閣下と相談し、台湾に下がって作戦の自由を得た方がよい｣と第4航空軍を台湾に移動させて戦力の再編成を勧めるような提案をした。さらに、南方軍司令官の寺内寿一元帥も「老元帥は貴官を信頼しあり」という富永にマニラ撤退を頼み込むような電報を何度も送り付けている。それでも富永は頑なに撤退を拒否していたが、多くの特攻隊を送り出してきた富永の心身的疲労は極限状態に達していたうえ、デング熱による高熱で病気で床に伏せるようになり、精神的にも肉体的にも疲労困憊して限界に達していると考えた武藤が、1945年1月4日に再度富永と面談し、第14方面軍の司令部はバギオに転移するので、富永も体調が許す限り速やかに北方に移動するように勧めると、今回は素直にエチアゲへの撤退を承諾した。
第4航空軍をマニラから撤退させた武藤は、軍需物資を運びだすまでの間に最低限の戦力をマニラに置いてアメリカ軍の足止めをし、軍需物資の搬出が完了次第にマニラを撤退するという作戦方針とした。そこでマニラ防衛隊司令官の小林に最低限の兵力を残してマニラを撤退するように命じ、小林はマニラ防衛隊から野口勝三大佐が指揮する3個大隊を残すとマニラを撤退した。野口の部隊の任務は、当面の間、最低限の重要な建物と橋を確保することであって戦力も僅かであり、3個大隊と言っても実際の兵力は2個大隊にも満たない2,000人弱の兵力と山砲2門のみで、兵員も将校に至るまで殆どがフィリピンで急遽召集された兵士であった。
また、マニラ在住の日本人住民にも、現地召集される成年男子以外の強制疎開が命じられた。まずは老人と婦女子約8,000人がヌエヴァ・ヴィスカヤ州に退去することとなったが、既にマニラでも「3人に一人はスパイ」と言われていた程、ゲリラのスパイが暗躍しており、日本人が列をなしてマニラを後にしているという情報がアメリカ側に知られないよう、夜間に疎開用トラックの車両番号を外して、会社や営業所ごとに分散してマニラを離れるなどの対策を取らざるを得ず、疎開は捗らなかった。また日本人のなかには、危機的状況にある戦局をあまり理解できずに、マニラでの文化的生活を棄てて山中に籠もる必要性を理解していなかった者もいた。そのため、正確な人数は不明であるが、数千人の日本人がアメリカ軍侵攻の際にまだマニラにとどまっていたという。
一方で海軍は、レイテ沖海戦などで沈没した艦艇の生存者約3,000人が居場所もなく、マニラ・スタジアムなどにたむろしていたので岩淵の指揮下に編入し、さらにマニラ市内にいた海軍の軍需部や経理部といった後方部隊要員も岩淵の指揮下に入れてマニラ海軍防衛隊（マ海防）を編成していた。この再編成によって岩淵は6,794人の根拠地隊指揮官から、一気に師団規模の軍人軍属23,664人を指揮することとなった。しかし、このマ海防は編成目的も任務もはっきりと明示されていなかったうえ、本来であれば、マ海防を指揮するはずの海軍南西方面艦隊がマニラを撤退した為、マ海防はルソン南部防衛の責任者振武集団司令官横山静雄中将の指揮下となったにもかかわらず、陸海軍の作戦連携は不十分で、陸軍の撤退方針が岩淵には伝わっていなかった。岩淵は南西方面艦隊が撤退前に受領していた、マニラの港湾設備や海軍施設を破壊せよという命令を実行するためにマニラに踏みとどまることとなり、マニラに作戦指導のため残っていた第14方面軍参謀の小林修治大佐に「マニラは海軍に守備させてくれ」と申し出て拒否されている。
1月27日に振武集団の司令部から指揮下の部隊に作戦指導要領が示達されたが、岩淵に対しては「マ海防は既設陣地に於いて敵戦力を撃砕すべし」との指示に加えて、司令官の横山からは陸海軍間の遠慮からか「上司（南西方面艦隊）の命令に依る海軍固有の任務に関しては干渉しない」とも言い渡された。この横山の示達はマニラを死守せよとの命令ではなく、マニラからの撤退の意味も含んでいたが、“海軍固有の任務”のマニラ港湾施設破壊などを完遂する間のマニラへの駐屯は認められるという一見矛盾した命令となっているため、岩淵は当惑することとなった。結局、曖昧な命令に対して、マニラ防衛は岩淵の判断に委ねられるような形となってしまい、2月1日岩淵は海軍大臣、連合艦隊、南西方面艦隊向けに「マニラ海軍防衛隊戦備概ネ成リ、全員之レ特攻隊トナリ、来攻ノ会敵茲ニ邀撃シ、必死必殺之ヲ粉砕シ、以テ戦局ノ転機ヲ画サンコトヲ期ス」とするマニラ防衛の決意を打電している。しかし、マ海防の戦力は厳しいものがあり、軍艦の水兵であっても陸戦訓練は殆ど行っていおらず、また、陸軍の小林部隊も現地召集兵が殆どで戦力として計算できないうえに、軍隊としての統制も不十分であった。岩淵も部隊の状況を見て「このままでは、戦うにせよ、退くにせよ、士気の混乱はまぬがれない」と嘆いている。これがのちの残虐事件の発生に少なからず影響することとなった。
後に悲劇を招いた岩淵のマニラ防衛の決断であるが、この決断に至った理由については資料に乏しく正確にはわかっていない。岩淵は、戦艦「霧島」の艦長として戦った第三次ソロモン海戦で「霧島」を沈められて面目を失っていたため、その汚名返上のためにマニラを道連れにしたと推察されることもあるが、しかし「霧島」の沈没については、軍艦旗降納、万歳三唱、御真影移奉の退艦の礼は手落ちなく済ませて、生存者1,127人と共に退艦しており、海軍内でも問題視はされていなかった。そのため連合艦隊山本五十六大将からは岩淵の敢闘を称えて、銘刀1ふりが贈られている。戦記作家児島襄は、マ海防の生還者や他軍関係者、また岩淵の妻女など多くの関係者に取材をして、岩淵がマニラ防衛を決断したのは、曖昧な上部組織司令部の命令に対し、生来の几帳面な性格もあって与えられた使命をより厳格に捉えて、マ海防の任務はマニラでアメリカ軍をできうる限り足止めし、振武集団主力の防衛態勢強化の支援をしなければならないと考えたからではないかと推察している。
作家の山岡荘八によれば、マ海防の主力であった第31特別根拠地隊は、第二次上海事変で活躍した上海海軍特別陸戦隊の陸戦隊員で構成されており、上海の活躍経験から市街戦に絶対の自信を持っていたため、第14方面軍の山地への撤退方針を聞くと、「海軍を港から引き離し、山の中に連れ込んで何をさせようとしているのだ」「山の中に逃れて飢えるより、市街地の花と散ろう」という声が兵士の中から出て、部隊のなかで「マニラで死のう」という意見が強くなり、司令官の岩淵もマニラ死守の決意を固めたと推察している。

#### アメリカ軍マニラ進撃

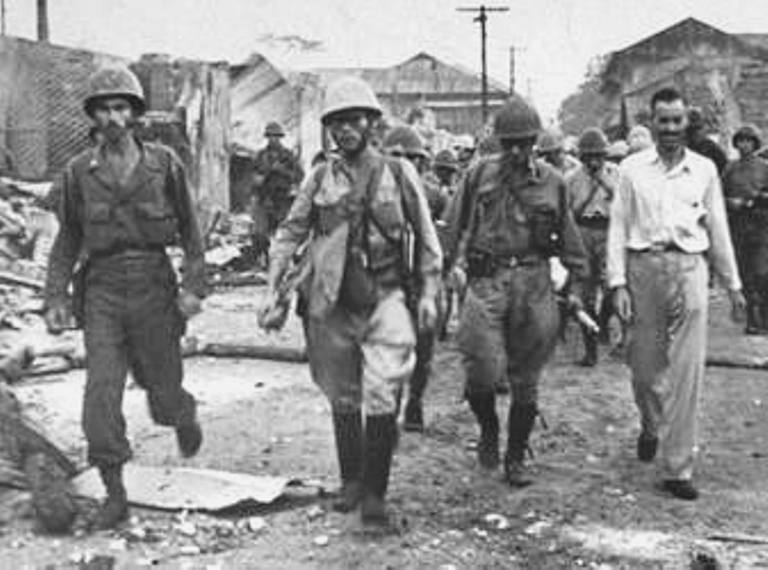
サント・トーマス収容所からアメリカ軍に護衛されて日本軍支配地域に向かう日本軍兵士

リンガエン湾に上陸したアメリカ軍は第1騎兵師団と第37歩兵師団がマニラに向けて急進撃していた。2月1日には、宇野寛大尉率いる陸軍部隊の臨時歩兵大隊がマニラ近郊でゲリラとの戦闘に巻きまれている中、アメリカ軍の急襲を受けて壊滅した。マニラ近郊で戦闘が始まり、マ海防にも緊張が走ったが、たとえアメリカ軍がマニラ市内に侵攻するにしても、まだマニラ周囲には日本軍の部隊は配置されており、そう簡単には市内に達することはできないだろうとたかをくくっていた。しかし、アメリカ軍はゲリラに道案内をさせており、2月3日にはゲリラに先導されたアメリカ軍が4方面からマニラに侵攻してきた。
アメリカ軍はサント・トーマス収容所に大量の捕虜が収容されていることを掴んでおり、マッカーサー直々の「とにかく早く行け。サント・トーマスの捕虜を解放しろ」との命令によって、第1騎兵師団第1旅団のM4中戦車も含む700人の兵士で編成された遊撃隊は遮二無二に進撃して、2月3日の午後8時40分に収容所に到達した。アメリカ軍の急進撃は日本軍の予想を遥かに超えており、収容所に向かうアメリカ軍戦車は突然湧いたかの如く、マニラ都心近くの道路上を進撃してきたため、マ海防の兵士たちは日本軍の戦車と誤認し、直立不動で捧げ銃をしたところをアメリカ軍戦車の機銃掃射で射殺されてしまった。アメリカ軍侵攻の報告を受けたマニラ防衛隊陸軍部隊指揮官野口は「やられた。こんな急襲のされかたは面目ない」とマ海防の海軍士官に呟いたほどであった。
サント・トーマス収容所には林寿一郎中佐率いる警備隊65人が守っていたが、第1騎兵師団第1旅団の急襲によりなすすべなく3,785人の収容者の殆どは解放された。そこで林は収容所本館横の教育館に立て籠もったが、教育館には221人の収容者がおり、アメリカ軍が強攻すれば収容者も危険に曝されることとなった。アメリカ軍は軍使を出して林に投降を勧告したが、林は「日本軍は命令がないと降伏出来ない。しかし、捕虜は渡せと命令されているから渡す」と投降を拒否した。さらにアメリカ軍は林に投降を迫ったが「それは出来ない。そっちがあくまで無条件降伏を要求するのなら我々は最後まで戦うが、弾が居留民に当たっても、それは俺たちの責任じゃないぞ」と再度拒否した。
そこで収容者の1人であったイギリス人宣教師アーネスト・スタンレーが「日本は我々によくしてくれた。こんなところで戦争をやられては困る」と林との交渉を申し出て、流ちょうな日本語で林と交渉、林ら警備隊が武装したまま安全に日本軍支配下地域に脱出することを条件に221人を解放することで同意した。2月5日に同意に基づいて林らは教育館を出たが、周囲を取り囲んでいたフィリピン人から日本兵を守るためにアメリカ兵が警護するといった珍しい光景が展開された。アメリカ軍は前線の数ブロック先まで林らを護衛したが、さすがにここまでで限界と言い渡した。林ら日本兵は覚悟を決めると、周囲に殺気立って取り囲んでいたフィリピン人の集団に走って飛び込みそのまま見えなくなってしまった。
サント・トーマス収容所を望み通り解放できたマッカーサーは、山下による日本軍の無防備都市宣言を期待して、マニラで戦勝パレードを行うつもりで、市街の破壊を避けるべく空爆の禁止と重砲の砲撃の制限的運用を命じていた。アメリカ軍もゲリラからの情報で、マニラには少数の日本軍しか配置されておらず、激戦にはならないと考えていたが、既にマニラ防衛を決意していた岩淵は、アメリカ軍のマニラ侵攻の報告を受けるや直ちにマ海防全軍に陸戦第1配備の命令を下した。2月3日の午後11時には振武集団命令で陸軍の野口部隊も岩淵の指揮下となったが、既にマニラ市内でもアメリカ軍が支援したユサッフェ・ゲリラとフクバラハップ・ゲリラが武力蜂起して電話線の切断など破壊行為を開始し、岩淵と野口は連絡を取ることが困難になっており、陸海軍の連携はマニラの市街戦当初から殆ど取れなかった。
岩淵は掌握していたマ海防の戦力で、マニラの都心イントラムロスに多数存在していたアメリカが建築した鉄筋コンクリート製の堅牢な建築物や、スペイン支配時代に構築された高さ25フィートの防壁を利用して陣地を構築しており、その堅牢な陣地に籠って徹底抗戦を行った。マッカーサーは2月3日中には「我が軍は急速にマニラから敵を掃討しつつある」という勝利宣言をマスコミ相手に公表し、それを真に受けたアメリカ国内の各新聞は「勝った、マブハイ（タガログ語で万歳）」「太平洋戦の賞品たるマニラは熟れたプラムのようにマッカーサーの手に落ちた」などと報道したが、実際はマ海防の激しい抵抗でマニラ攻略の目途は立っておらず、マッカーサーとアメリカ軍の目論見は大きく崩れていた。このマ海防の激しい抵抗もマニラ市民の犠牲を増やす要因ともなった。

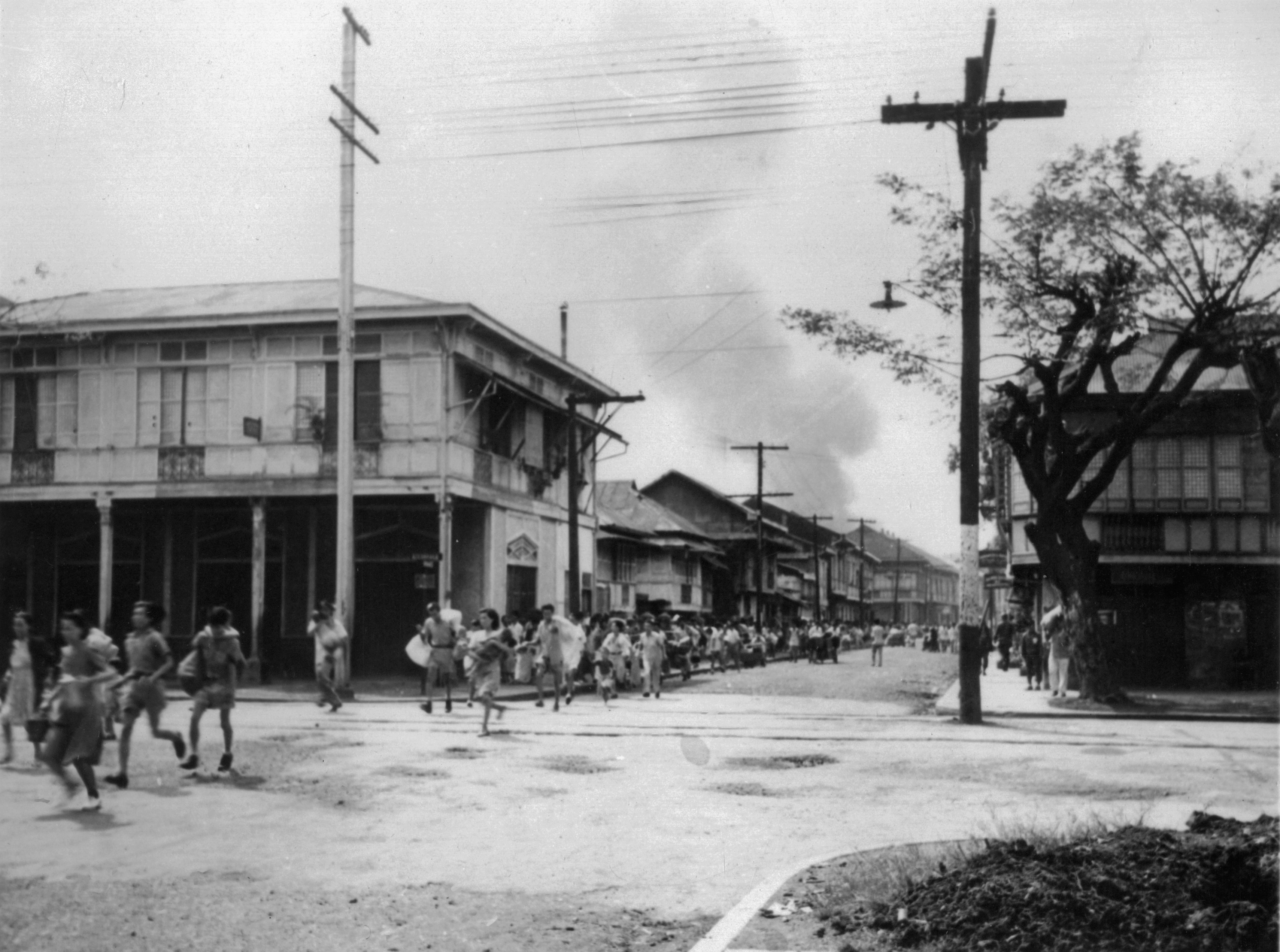
市街戦が開始されて逃げ惑うマニラ市民

日本人住民の一部はアメリカ軍侵攻前にマニラを脱出していたが、他の住民たちの避難は殆ど進んでいなかった。その要因としてマニラを目指しているマッカーサーが「日本軍はマニラは無防備都市として宣言するであろう」とラジオなどを通じて喧伝しており、それを多くの住民が信じて避難が進まなかったという指摘もある。アメリカ軍がマニラに侵攻してきた時点では、マニラ市内には約80万人の市民が残っていたが、市内は平静を保っており、2月4日の時点でも、多くのマニラ市民は日曜日の礼拝のために教会に訪れ、まだ日本軍による食糧買い出しにフィリピン人経営の商店が応じていた。しかし、アメリカ軍がマニラ市のダウンタウンを占領すると、占領地のフィリピン人はどこかに隠し持っていた星条旗をちぎれるほどに振ってアメリカ兵を大歓迎する一方で、日本軍には非協力的となり、マニラ市内では日本軍の軍票がまったく使えなくなってしまった。
2月9日には、マニラの中心街のエルミタ地区もアメリカ軍の砲撃により火災が発生していたが、この頃には、岩淵もマニラで戦うことについて決心が揺らいでおり、一部兵力を引き連れてマニラを出てフォート・マッキンレーの地下壕に移動していた。2月初めの時点で岩淵が掌握していたマ海防の海軍兵士は16,685人であったが、戦後の第二復員省の調査によればマニラで戦死した海軍兵士は7,495人であり、最大人員23,664人と比較すると、かなりの人数が戦闘激化前にマニラから撤退していた。
岩淵がマニラを離れている間、10日にアメリカ軍は要衝パコ駅を占領、11日にはパシッグ川の中にあるロビソール島を占領して日本軍の発電施設を奪取した。さらに12日には南側のニコルス飛行場にまでアメリカ軍が達した為、マ海防は西側の海を除いて北東南の三方から包囲されることとなり、日本軍主力との連絡を絶たれてしまった。この間、南西方面艦隊参謀長有馬馨少将は岩淵を撤退させようと、第14方面軍参謀長武藤に正式な撤退命令を出すよう要請したが、第14方面軍はマ海防の動きを把握しておらず、武藤は既に岩淵が撤退を開始したと認識しており、「予定通りに行っているから別に命令を出す必要もないだろう」と返事をしている。しかし、岩淵にはその方針は伝わっておらず、フォート・マッキンレーで状況を分析すると撤退を翻意して徹底抗戦を決意し、2月11日に3時間以上徒歩によりマニラに戻り「各隊は概ね現在地付近に陣地を整理し、最後の1兵まで敢闘、敵の来攻を撃砕すべし」という死守命令を出した。

### 虐殺

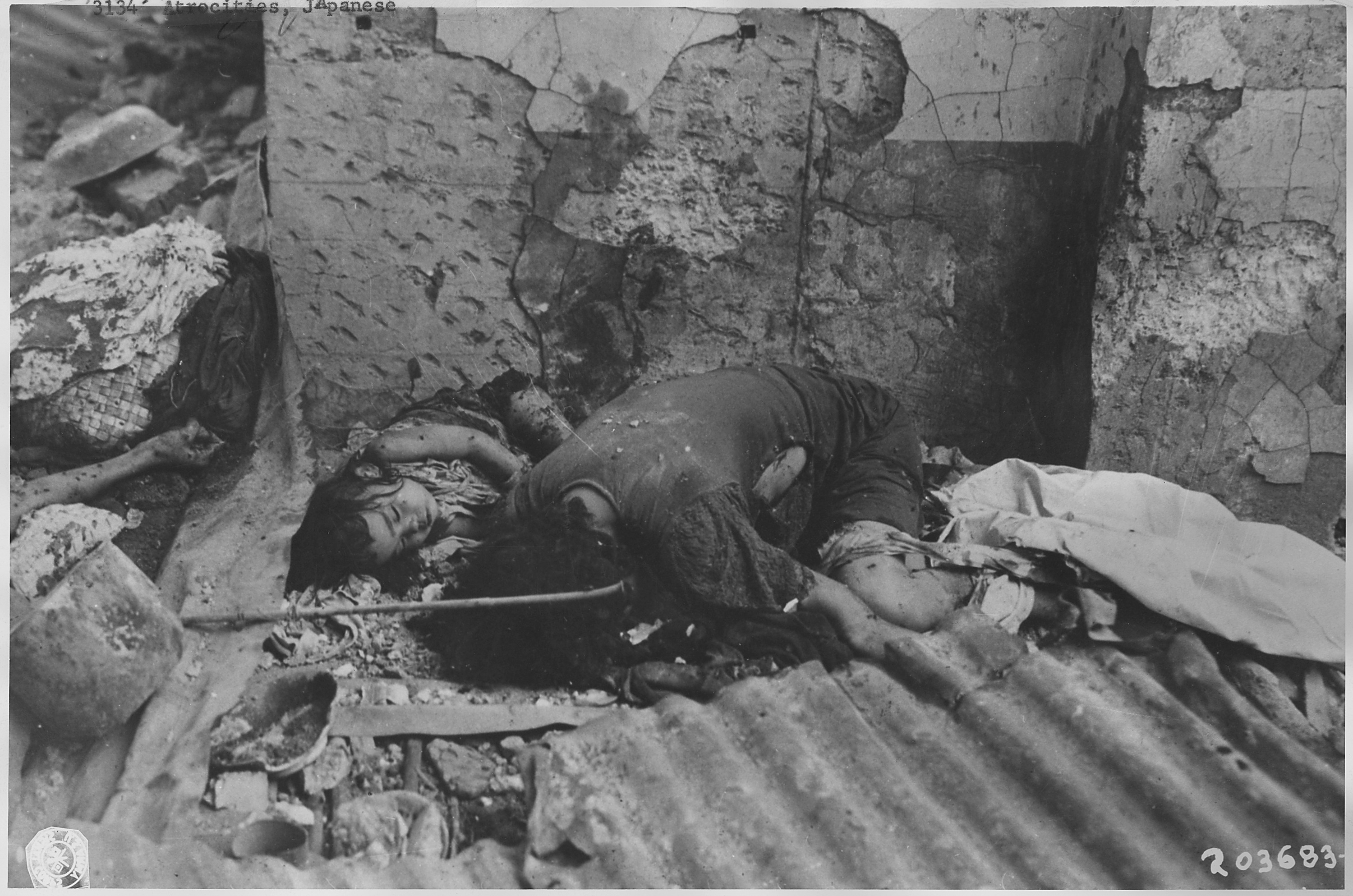
日本兵が虐殺したフィリピン母子の遺体

#### 虐殺事件の発生
マニラにアメリカ軍が近づく前に、マニラ市内には外部から多数のゲリラが潜入して日本軍への攻撃を開始していたが、フィリピンゲリラは一般市民と同じような服装をしており、日本軍には一般市民とゲリラの区別が困難となっていた。ゲリラはアメリカ軍と戦闘している日本兵の背後に忍び寄って撲殺するなどアメリカ軍の支援を行ったり、マニラ市内に取り残されていた日本人住民を惨殺する“日本人狩り”を行った。アメリカ軍とフィリピンゲリラに挟撃される形となった日本軍の各部隊は、ゲリラ討伐としてフィリピン人の虐殺を行った。このようにゲリラ討伐を目的としたフィリピン人虐殺は、日本軍が組織的に計画して実行したものであるが、その命令は軍司令官でも師団長でもなく、歩兵第17連隊の様な地方分遣隊の将校によって決定されたものであった。
さらにアメリカ軍がマニラの都心に迫ると、追い詰められたマ海防は戦局挽回のため後顧の憂いとなっていたゲリラ討伐をさらに加速させていく。イントラムロスを防衛していたマ海防海軍第2大隊が、2月7日ないし8日にアメリカ軍との戦闘について命令を出しているが、その中に「五　比島人を殺す時は、極力一ヶ所に纏めて之を行い、弾薬および人力を過度に消耗せざるよう配慮すべし。死体の処置は困難多きにつき、焼くか、若しくは破壊を予定されある建物に彼等を集めるか、あるいは河の中に誘導すべし」という具体的なフィリピン人の殺害方法の命令も含まれていた。大規模な虐殺事件はこの時期に集中しており、2月7日「ゲリラ隊員150名ヲ今夜処分セリ」、2月8日「今夜新タニ連行サレシゲリラ隊員1164名ヲ拘置」、2月9日「夜、ゲリラ1000人を焼殺ス」などの記述が各部隊の記録や兵士の日誌に見られるようになった。
また、ゲリラを匿っているとして、第三国の施設に対する討伐も行われるようになっていき、のちの国際的に問題となった多くのフィリピン人以外の外国人、とくにヨーロッパ系の白人に対する虐殺事件の原因ともなっていく。マ海防司令部付であった西岡半一によれば、イントラムロスにあったスペイン人クラブには多くのスペイン人やトルコ人といったヨーロッパ系の住民が避難していたが、ゲリラ多数もクラブ建物内に入り込んで活動しているという情報があり、日本軍はスペイン人クラブに対してフィリピン人を外に出すように再三勧告したが黙殺された。そこで部隊指揮官は「正午を期してゲリラを一兵残らず全滅せよ」と西岡らの分隊に命令、命令を受けた西岡らはクラブ建物の四方の入り口に爆薬を設置し、正午ちょうどに点火、驚いて飛び出してきた、多くの婦女子を含む避難民に向けて機銃掃射し、スペイン人ら172人が殺害された。
アメリカ軍の作戦も虐殺に大きく影響している。アメリカ軍は多くの住民が残ったままマニラ市街地で日本軍を完全に包囲して閉じ込めてしまったために、日本兵の死に物狂いの抵抗をさせることなり、ひいては絶望的になった日本兵による残虐行為の原因になったという批判もある。また、多くのマニラ市民が両軍の戦闘、主にアメリカ軍の砲撃によって犠牲になってしまった。フィリピンの国家公式ポータルサイトにおけるマニラの戦いのページでは、中国古代・春秋時代の武将・兵法家孫武の言葉を引用して以下の様にアメリカ軍の作戦を批判している。
以下は、マニラにおいて日本軍によって行われたとされる虐殺事件を列挙していく。

#### ドイツ人クラブ
当時メトロ・ゴールドウィン・メイヤーのフィリピン代表として勤務していた映像制作のフランシスコ・ロペス（Francisco Lopez）によれば、2月10日には、マニラの高級住宅街であったエルミタ地区（Ermita）地区では、戦闘により火災が発生しており、当時35歳のロペスが500人以上の隣人や家族と共に戦火から逃れようと、フィリピン在住のドイツ人クラブの建物の地下に避難したところ。午前10時頃、日本軍の部隊がクラブを包囲し、誰も地下スペースから出てはならないと命令する一方で、施設内ではクラブの中心にあった絨毯、椅子、テーブルを、施設の入口ではスーツケース、缶詰の包み、避難民が持参していた衣類を積み上げてガソリンを撒き、火を放った。女性や子供たちはパニックに陥り、「トモダチ！友達です、私たちは友達です！」と叫んだ。ドイツ人クラブのマルティン・オハウス（Martin Ohaus）は、ドイツが日本と同盟を組んでいることを材料に避難民のことを考慮してくれるよう日本軍の士官を説得しようとしたが、士官はオハウスを突き飛ばして足蹴にした。赤子を抱えた母親たちは命乞いをしたが、海軍兵士らは銃剣で赤子を突き刺し、地面に叩きつけた。そして女性たちの髪を掴み、強姦し始めた。20人を超す海軍兵士たちが13歳に満たない外見の少女を輪姦した上、少女の乳房を切り取り、そのうちの一人が自分の胸に切り取った乳房を押し当てて女の真似をし、他の兵士たちはそれを囃し立てた。海軍兵士たちは他複数名の女性も強姦した挙句、髪にガソリンを撒いて焼いた。また、同じ現場ではロペスの使用人の一人 Bernardino Calub も当時2歳の息子を竹槍で突き殺され、下手人に仕返ししようとして袋叩きにされた挙句連行されたロペス邸跡のガレージの柱に縛り付けられ、性器を切断されて口内に突っ込まれた。ロペスは母カルメン（Carmen）と別れてクラブを脱出する決断をし、弟のホセ（Jose）や隣人のホアキン・ナバロ（Joaquin Navarro）と共に逃げ出すが、ロペス以外の2人は撃たれて倒れてしまった。ロペス自身も左足を撃たれるが死んだふりをして兵士をやり過ごした。姉マリア（Maria; 当時40歳）はクラブからの脱出に失敗して焼死し、義姉フリア（Julia; 当時28歳）は日本軍兵士に輪姦され、乳房を切断、髪にガソリンを撒かれて焼かれ、知人の女性も殺害後に死姦された。
ドイツ人クラブに避難していたスペイン人ホセ・フランシスコ・レイナスによれば、クラブには1,500人もの住民が避難していたが、ドイツ人住民の多くはマラカニアン宮殿近くの女子大やマニラ南部の修道院に避難しており、クラブに避難していたドイツ人は6人であり、殆どはフィリピン人であったという。クラブの建物自体はそれほど大きくないため、多くのフィリピン人が建物の床下や庭の防空壕に隠れていた。2月10日午後2時30分頃に30人ぐらいの海軍陸戦隊の兵士が現れ、そのうちのひとりが英語で「アメリカがやってきた。お前たちはアメリカ人の顔を見ることはないだろう」と叫ぶとクラブの建物を取り囲んだ。やがて日本兵は防空壕に手榴弾を投げ込み、建物に火をつけて炎と煙にたまらず外に飛び出した避難民に銃撃を浴びせた。レイナスの父親も日本軍に射殺された。レイナスも腹部に銃撃を受けたが、死んだ真似をして日本兵をやり過ごして、陽が落ちた頃に防空壕に逃げ込んで難を逃れた。虐殺は翌朝まで続いたが、日本兵が女性に性的暴行を加えてるような、女性の泣き叫ぶ声や日本語の卑猥な言葉が聞こえてきたという。クラブは完全に焼け落ち、レイナスは1週間防空壕で地下水だけで生き延びたのちにアメリカ軍に保護された。ドイツ人クラブで生存することができたのはレイナスを含めてわずか5人だけであった。

#### スペイン領事館
アメリカ軍侵攻時マニラには約2,000人のスペイン人が居住していた。スペイン人の殆どは、戦闘は短期間で終わり被害はあまり出ないと考えていたため、マニラ市街に溢れる浮浪者からの盗難被害の方を心配し、自宅から避難することはなかった。またフランコ体制下のスペインは枢軸国側と同じファシズム政権ではあったが、マニラに居住するスペイン人は日本軍よりはむしろアメリカ軍に好感を抱いており、そのこともマニラから避難しない一因となっていた。一方で日本軍も、スペインは中立国であったが、アメリカ人と同じ白人であるというだけで反感を抱いている兵士もいたという。そしてアメリカ軍はマニラに侵攻してくると、多くのスペイン人の予想に反し、日本軍の激しい抵抗によって長期間に渡る市街戦が展開されたが、スペイン人の多くはマニラ都心に居住しており、戦闘に巻き込まれることとなってしまった。
当時のスペインのマニラ総領事ホセ・デル・カスターニョ・カルドナは領事館より避難していたが、領事が不在の領事館に19人のスペイン人と約50人のフィリピン人と中国人が避難していた。マニラ都心での激戦が続いていた2月12日、数名の日本兵が現れて中立国の領事館であるのにもかかわらず押し入ろうとしたため、避難者たちは扉を固く閉ざして日本兵の侵入を防いだ。そこで日本兵は一計を謀って、領事館外に停めてあった荷車に放火し、消火するため外に出るように促した。火災発生と聞いた領事館使用人のリカルド・ガルシア・ブツクがスペイン国旗を掲げながら外に出たところ、日本兵が待ち構えておりガルシアは射殺されてしまった。日本兵はガルシアを射殺すると領事館内に突入して、避難していたスペイン人たちを片っ端から銃剣で刺殺していった。日本兵は避難民全員を殺害したと思ったのか領事館を後にしたが、3人が重傷を負いながらも生存しており、そのうち2人は隣家に助けを求めに逃げ込んだが数時間後絶命している。残り1人は5歳の女児アナ・マリア・アギレリヤであったが、アメリカ軍に保護されて領事館事件唯一の生存者となった。アナはショックのあまり当時の記憶を殆ど失っていたが、後に断片的に思いだして「自分が這って出たのは、覚えている。だれも呼ばなかった。頭にとどめをさされて、骨の一部が削
れたけれど、急所は外れていた」「死んだふりをして、ずっと隅にいた。そこは、ガレージかなにかだった」「這って出たときに、手袋もしていなかったから、爪にガラスがささっていた」「日本兵は、生きている人にとどめを刺した。動いていたから」などと事件当日のことを語っている。
この事件は難を逃れた総領事カスターニョよりスペイン本国に報告されて、本国から在日スペイン特命全権公使に日本政府に対して「断固たる抗議」をするようにとの指示があっている。その抗議の中には「在比スペイン居留地において日本軍隊により引き起こされた言語道断の治安蹂躙の全てに対して、断固たる抗議を表明するよう強く要請する。日本軍による都市の組織的破壊が全面的に遂行される数日前、全ての修道会に対する行為とまさに同じころ、民間人と領事館に対して日本軍による残虐行為が始まっていた。領事館には数グループのスペイン人たちが避難していたが、そこへ日本軍が侵入し、全ての避難民を殺害した。スペイン人ヘナロ・アルバダレホだけが致命傷を負いながらも領事館を脱出したものの、事件を報告したのち死亡。避難民の家族である5歳の少女アギレリヤは銃剣による刺傷を負いながらも救助されている。領事館に居た人びとは、女性や子ども、領事館守衛も含め全て殺害された。アルバダレホの証言によると、その数は50人に上るとのこと。そののち日本兵らは故意に領事館に火をつけた。これらは全て2月12日に発生。日本兵らによる火災で火傷を負いながらひとりの女性が近隣の家に逃れ、先の人物と同じく情報を伝えたが死亡」と領事館事件の詳細な内容が含まれていた。公使は本国の指示通り、4月4日に日本の外務省に抗議を申し入れたが、日本側はマニラの戦況について殆ど情報を持っておらず、外務次官はスペインの抗議に対して「アメリカのプロパガンダだ」とはねつけている。それでも怒り冷めやらぬスペイン本国は、4月12日に対日断交を決議して4月19日に公使から日本側に通知された。
太平洋戦争が終わり、日本とスペインで国交回復の交渉が開始されたとき、まずは国交回復の前提条件として、スペインから日本へ領事館事件への謝罪が必要との申し出があり、両国間の調整のうえ、事件発生のちょうど7年目にあたる1952年2月12日に、マニラ領事館事件に対する、日本政府の「深甚なる遺憾の意を表明」する文言が入った公文を交換し国交が回復した。国交回復後に、日本が支払う賠償金額を確定するため、スペインの戦争被害の全容について徹底的な調査が行われたが、マニラの戦いで犠牲となった330人のスペイン人の死因について個別に検証され、そのうち235人が日本側に100％の責任があり、45人が日本側の責任とアメリカ側の責任がそれぞれ50％とされた。また物的損害についても、日本側の責任100％、日本とアメリカ50％ずつ、日本とアメリカとスペイン1/3ずつに分担するといった3通りに被害が分別され、その算定に基づき550万アメリカドルをスペインは被害額として算定、日本はスペインの請求通りの賠償額を支払うことを決めて、1957年1月8日に「スペインのある種の請求権に関する問題の解決に関する日本国政府とスペイン政府との間の取極」の文書が交わされて、日本はスペインに「日本国政府は第二次世界大戦の間に日本国政府の機関がスペイン政府およびスペイン国民に与えた損害および苦痛であって日本国政府が国際法の規則に基づいて責任を有するもの」と責任を認め、日本とスペイン間での問題が解決した。

#### ベイビューホテル事件
エルミタ地区では、フィリピン人に加えて、居住していたヨーロッパ系の住民なども避難を開始していた。そのような状況であった2月9日に火災が起こり、日本軍によって住民がファーガソン広場に集められた。集められたのはフィリピン人の他にも、同盟国のドイツ人やイタリア人、中立国のスペイン人、ロシア人などのヨーロッパ系白人も含まれていた。日本兵は集めた住民に「アメリカ軍はどこにいる」、「ゲリラのメンバーか」など尋問したのち、午後7時か8時ごろ、男たちだけのグループと女性・子どもたちのグループに分けられ、女性と子供たちのグループは広場の近くにあるベイビューホテルに収容されたが、そのなかから、イギリス人、トルコ人、スペイン人、イタリア人の若いヨーロッパ系白人女性を中心に20数人の女性が選抜されてホテルの近隣にあったレストラン「コーヒーポッド」に連れていかれると、数日間に渡って繰り返し多数の日本兵から性的暴行を受けることとなった。暴行を受けた女性のなかには少女も多数含まれていたが、その最低年齢は11歳から14歳まで証言によって食い違っている。14歳のイギリス人少女はコーヒーポッドの状況を、「日本兵たちは少女の腕をつかまえ部屋から引きずり出していきました。少女たちは抵抗し床に転がりましたが、同じようにして、銃剣をつきつけて、連れ出されました。少女たちは泣き叫びながら、連れて行かないように嘆願しましたが、無視されました。」「私たちはとても怯え、できるだけ目を付けられないように努力しました。髪の毛を顔にたらして隠し、できるだけ部屋の隅にうずくまっていました」と述べている。このイギリス人少女も、日本兵から別室に引きずり込まれると、性的暴行を受けた。彼女は激しく抵抗したため、日本兵は平手打ちを加えたうえ、左手で喉元を抑え、右手で銃剣を喉に突きつけ、抵抗を封じたうえで強姦したという。彼女はその夜にも、他の日本兵によって髪を掴まれて床に叩きつけられたのちに性的暴行を受けた。コーヒーポッドの少女たちはみな泣き叫び、すすり泣き、悲鳴を上げ、祈ったが、多くの女性が性的被害を被った。
ベイビューホテルに残された女性も被害を逃れたわけではなかった。収容された女性と子供のうち200～300人は2階のダイニングルームに集まったが、夜になると日本兵が現れて女性を物色して性的暴行を加えたという。また、部屋に残っている女性も性的暴行の被害を受けている。25歳のフィリピン女性の部屋では10人ほどの少女が連行されたが、しばらくして戻ってきた少女は「神様、神様、汚らわしいやつらめ、あいつらは私をレイプした」と泣き叫んだという。また他の少女は、日本兵から喉に銃剣を突きつけられて連れ去られ、戻ってくると「3人の日本兵が私を辱めた。死にたい」と泣きながら嘆いた。
近くのマニラホテルやアパートに連れていかれて性的暴行を受けた女性もいた。ほとんどの女性たちは、床に崩れ落ち、身体を折りたたんで目立たないようにしながら、日本兵に連れていかれないように祈ったが、その願いはかなわなかった。被害者のひとりは「一晩中、拷問と大きな恐怖と苦しみの夜でした」「日本兵はとても人間ではありませんでした。けだもののように振舞っていました」と振り返っている。他の被害者によれば、日本兵は彼女をホテルの窓際に連れて行くと川の対岸を指さして「川の向こうにはアメリカ人がおるが、俺もお前も奴らを見ることはない。俺たちはみんな死ぬのだ」と言ったとのことであり、死を決意した男が、文明の一切の抑制を脱ぎ捨てた様子が赤裸々に語られている。日中は日本兵らは戦闘に行くのか、女性らが逃げないよう若干の警備兵が玄関等にいただけで、女性らはフロア内を動くことも話をすることも比較的自由であったが、夜になると日本軍の将兵らがやって来て性的暴行をしたという。
娘が被害を被った何人かの母親たちは、ベルビューホテルの日本軍の責任者テラモト（漢字不明）に兵士の性的暴行を止めさせるように泣きついたが、テラモトは「自分にできることは何もない」と答え、日本兵による性的暴行は止まらなかった。しかし、なかには他の日本兵が女性を連れて行こうとするのを止めようとした日本兵もいたという。
戦後のアメリカ軍の捜査によって、ベイビューホテル周辺で日本兵により性的暴行を受けた被害者は40人、未遂が36人の合計76人が特定された。ただし、自らが性的な被害を被ったと証言する女性は少なく、また、ヨーロッパ系の被害者はアメリカ軍の捜査が開始される前に多くが帰国してしまったため、実際には被害者はもっと多かったものと推定されている。ベイビューホテルとその周辺地区の性的暴行事件は、マニラにおける日本軍の残虐行為の代表的なものの1つとされ、戦後の多くの被害者女性がマニラ軍事裁判で生々しい被害状況の証言を行い、アメリカ軍等の裁判関係者はおろか、フィリピン人や敗戦に打ちひしがれる日本人にも衝撃を与え、日本軍の残虐性を強く印象付けたが、同じエルミタ地区でも、ドイツ人クラブの様に虐殺が行われた場所もあったのに対して、ベイビューホテル事件の被害者は性的暴行を受けたが、日本兵から銃剣などで脅されることはあっても、殺害された女性はほぼ存在せず、少量ながら水や食料やビタミン剤なども支給されたという。ベイビューホテルとその周辺について虐殺が行われなかったのは、責任者とされるテラモトを含む日本軍将校が、住民殺害に消極的であったからと推測されている。コンノートンは、虐殺に消極的だった理由として「日本軍がおこなったことは、戦闘地域の近くに女郎屋あるいは売春宿を設けることだった。そうすることによって戦闘任務をはずれてやってきた海軍陸戦隊が、戦闘で死ぬ前に楽しみ夢をかなえるようにするためだった」との指摘もある。実際に、慰安所を部隊で正式な決裁を得て、あるいは、一部末端のグループで私的に設けることは日本軍においてままあったが、短期間であったことやその特異性から、本来はあくまで民間人捕虜の収容所として設けたはずが、女性たちがいて、そこにいけば性交が出来るとの噂が広まり、将兵らが押しかけるようになったのではないかとの指摘もある。テラモトは後方部隊の関係者で、そのために前線部隊の将兵らの押さえが利かなかったのではないかとの見方もある。歴史学者林博史は本事件を虐殺事件ではなく集団強姦事件として捉えている。

#### フィリピン総合病院（フィリピン赤十字社）

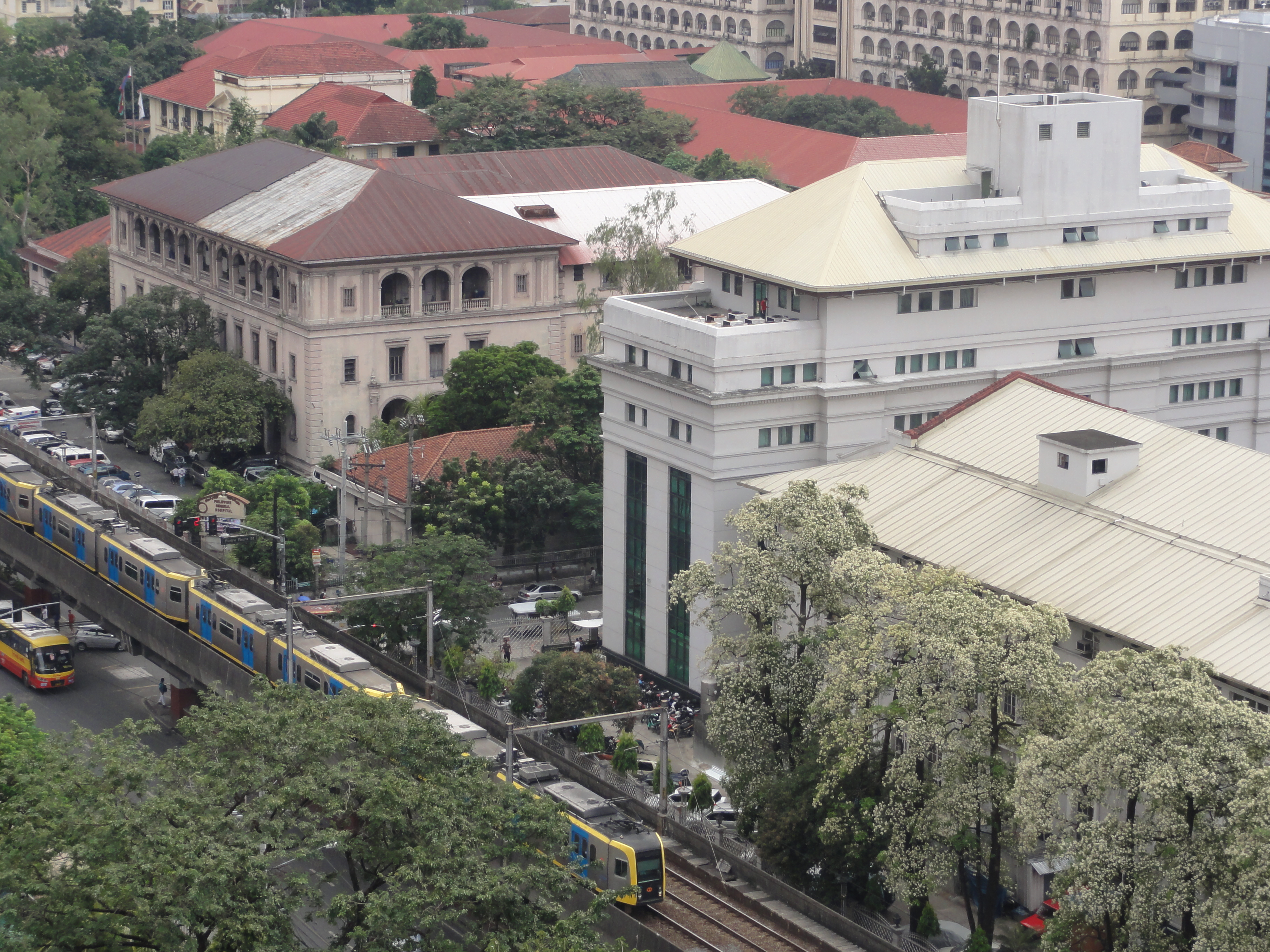
フィリピン総合病院（2014年）

犠牲が多かったエルミタ地区においてもフィリピン総合病院は安全地帯であり、負傷した多くの住民の避難場所になっていた。フィリピン人コラソン・G・サモディオによれば、砲撃と日本軍によるゲリラ討伐を避けるためにはフィリピン総合病院に避難しなければならないという認識が住民のなかで広まっており、サモディオは家族や近所の住民とアメリカ軍の砲弾が降り注ぐ中でフィリピン総合病院を目指した。やがて、道中で日本軍の歩哨と遭遇したが、サモディオの母親が片言の英語で日本兵に自分たちはゲリラではなく、病院まで避難したいだけだと伝えたところ、その日本兵は身振り手振りでサモディオたちに「男女が交互になって横に並んで道を歩けば、日本軍はゲリラとは見なさない」と親身になって説明したという。サモディオらはその日本兵の指示に従って病院を目指したところ、途中で日本兵から引き留められることはなく無事に避難できた。
フィリピン総合病院には最終的に7,000人の住民が避難していたが、赤十字の旗を掲げていたのにもかかわらずここにも日本兵は現れた。戦後のBC級軍事裁判で証言したフィリピン人モデスト・ファローランによれば、日本兵は手術室に乱入すると緊急手術の準備中であった看護婦や助手を射殺したり銃剣で突き刺した。その後は目についた避難民も虐殺したが、中には赤ん坊を抱えた婦人を赤ん坊もろとも射殺した日本兵もいたという。日本兵は目についたすべての人を虐殺し終えると、略奪を開始し乏しい避難民の食料も奪っていった。日本軍の手によって殺害された病院関係者や避難民は30人～60人になったという。
しかし、フィリピン人看護婦フェ・ロンキーヨによれば、日本兵による看護婦への性的暴行はあったが、大規模な虐殺事件はなかった。まもなくして日本兵はいなくなったが、まだ日本兵が立て籠もっていると誤認していたアメリカ軍により容赦なく砲撃が浴びせられて病院は炎上した。ファローランの裁判での証言は、アメリカ軍は数万発の砲弾を撃ち込んだものの、病院に着弾した砲弾は“わずか”3発とアメリカ軍の砲撃の正確性を強調するものであったが、ロンキーヨによれば、日本兵は既にいないのに、容赦なくアメリカ軍の砲弾は三方面から降り注ぎ、火災に加えて停電と断水も発生し、砲弾を気にしながら看護婦が治療用の水を井戸まで汲みにいかないといけなかったという。さらに、病院に接近してきたアメリカ兵は、逃げ惑うフィリピン人を機銃掃射したため多数のフィリピン人が死傷することとなった。戦後に病院がアメリカ軍に被害の説明を求めると、アメリカ軍からは「遠方に撃ったが届かなかった」という事実に反する釈明があっている。

#### その他
マニラを占領後にアメリカ軍歩兵第37師団医務班のディヴィット・V・ビンクレー少佐が報告した日本軍の虐殺は以下の通り。
1. 2月7日、男女およぶ幼児の屍体24個を停車場付近にて発見。これら犠牲者は日本軍によりゲリラ活動嫌疑の下に射殺されたものである。
2. 2月15日、男女および幼児の屍体19個をタバカレーラ付近において発見。婦人は全て銃剣によって刺殺されたものである。
3. 2月13日、ド・ラ・サール学校において、男女および幼児の屍体76個を発見。これらは焼かれ、射殺され、あるいは銃剣にて刺されたものである。
4. コンコルディア学校において、100名の男女および幼児が焼き殺されていたのを発見。
5. サンチャゴ堡塁において、3つの地下牢内にフィリピン人の屍体約600を発見。屍体の状況は飢餓と窒息とを暗示している。
6. マッキンレー広場において、僧籍関係者40名の屍体を発見。彼等は両手を背中に縛られ、銃剣で刺殺されていた。
7. タフト街カンボス住宅において、婦人45幼児若干の屍体を発見。婦人の多くは殴打傷を受けていた。死因は銃剣による刺傷なりと認められる。

また、戦後に開廷されたマニラを含むルソン南部防衛の責任者第41軍司令官横山静雄中将のBC級軍事裁判においては、マニラ市内における大量虐殺事件として下記が訴状に挙げられている。
1. マニラ市イントラムロスのサン・オーガスチン教会での約 6,000人の虐殺（1945年2月6日～ 22日、起訴項目 47）
2. マニラ市イントラムロスにあった憲兵隊司令部、サンチャゴ要塞（英語版）とその周辺での約 4,000人の虐殺（同年2月6日～23日、起訴項目 49）

### マニラ陥落

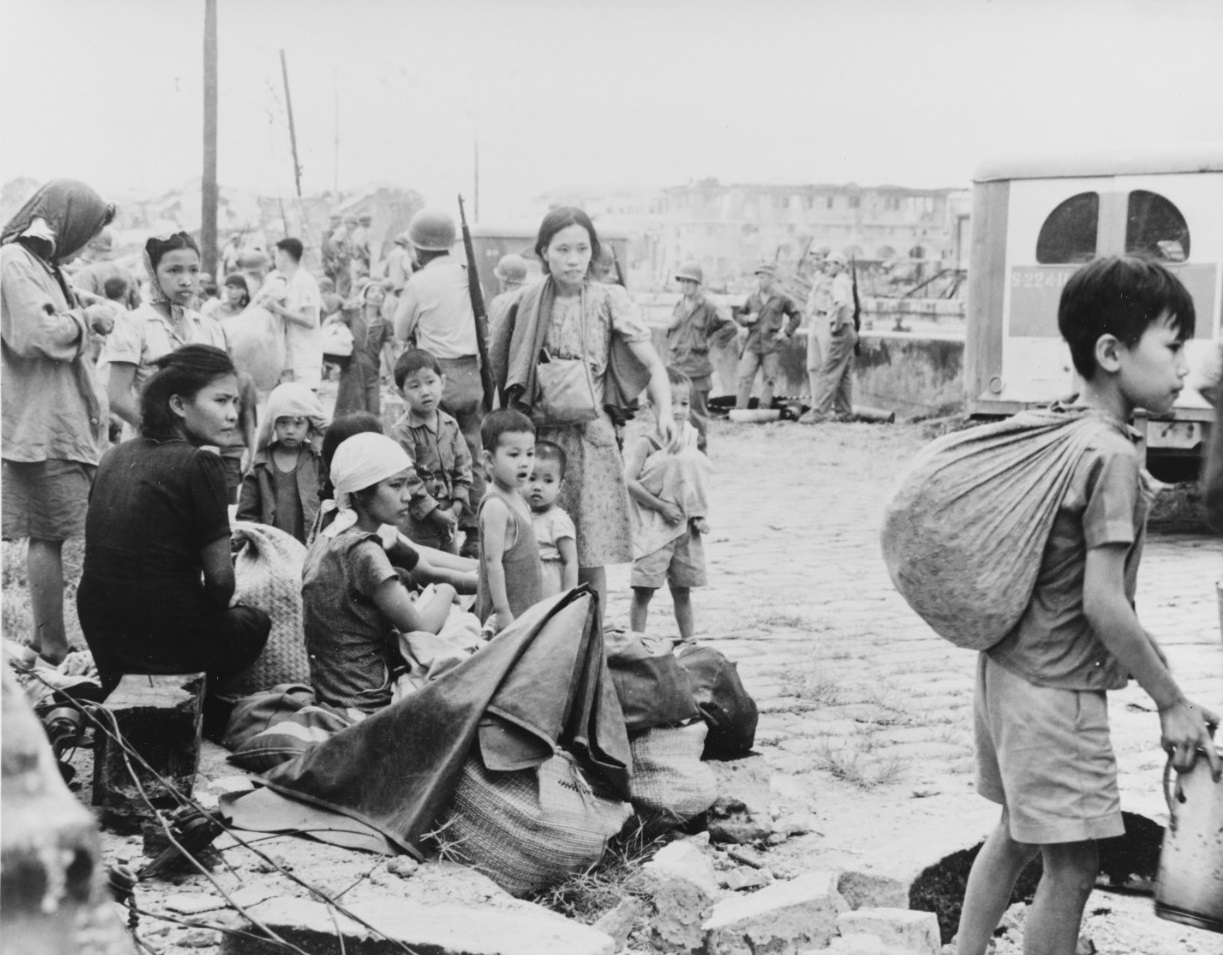
アメリカ軍に保護されたマニラのイントラムロス地区住民

マニラ都心への本格的な攻撃は2月12日からとなったが、ここでアメリカ軍の進撃は停滞した。それは、上記の通り都心のイントラムロスにあったビル群はアメリカ統治時代の名残で頑丈な耐震鉄筋コンクリート造りになっており、さらに日本軍はそのビルをセメントや土嚢で要塞化したためであった。日本軍は堅牢なビル群に立て籠もって激しく抵抗したため、アメリカ軍の進撃は1日にフィートか酷い日にはインチ単位という微々たるものとなった。アメリカ軍歩兵第129連隊は、2階建ての警察署ビルを攻撃したが、このビルを攻略するのに8日間も要している。第129連隊の苦戦ぶりを見かねてM4中戦車9輌が支援に向かったが、日本軍の地雷と肉弾攻撃でたちまち3輌を撃破されて撃退された。また、マラテ教会ではたった1挺の九三式十三粍機銃でアメリカ軍歩兵第148歩兵連隊を半日に渡って足止めした。弾丸を撃ち尽くすと最後には機銃の尾栓を破壊して機銃手は無事に撤退している。
苦戦するアメリカ兵の間に、空爆と重砲による砲撃を許可しないマッカーサーに対する「マッカーサーがイントラムロス爆撃を許さず、それを完全に破壊することなく奪おうとしたために多くの兵士が死ぬことになったのは、彼がそこに財産を隠し持っているからだ」という噂が広まった。それでも、要塞化されたイントラムロスを攻めあぐねた司令官のオスカー・グリズワルド中将はマッカーサーに空爆と重砲砲撃の解禁を要請した。マニラ早期攻略の目論見が外れたマッカーサーであったが、空爆は「友好国及び連合国市民がいる市街に対する空襲は論外である。この種の爆撃の不正確さは、非戦闘市民数千人の死を招くことに疑念の余地はない」と許可しなかった。しかし、このマッカーサーが言う“非戦闘市民”のなかには、マニラにいた数千人の日本人住民は含まれていなかった。マッカーサーは当然にマニラに多数の日本人住民がいることを知ってはいたが、ルソン島上陸直後に「死んだジャップだけが良いジャップだ」と言明したように日本人住民の安全について全く考慮することはなかった。そのため、マニラで犠牲となった日本人住民の人数すらわかっておらず、7,000人もの避難民がいたフィリピン総合病院ですら日本人の生還者は、フィリピン人看護婦フェ・ロンキーヨに看護されていたマニラの貿易商大沢清のただ一人であった。
マッカーサーは、空襲は許可しなかったものの、重砲による砲撃は許可しており、結局はマニラの破壊が進むこととなった。歩兵第129連隊が苦戦した警察署ビルにも容赦なく砲弾が降り注ぎ、最後にはビルは完全に倒壊して平地化してしまったのちにアメリカ軍の手に落ちた。アメリカ軍はL-4 グラスホッパーを弾着観測のために飛ばして、驚くほど正確な砲撃をマニラ都心に浴びせてきた。重砲の榴弾に加えて、ロケット弾、神経攪乱を狙った音響砲弾などありとあらゆる砲弾が、一定の距離間隔を置いてあたかも市街に絨毯を敷くように撃ち込まれてきたので、日本軍の虐殺を逃れたフィリピン人はおろか、エルミタ地区に居住していたスペイン人、ドイツ人、ユダヤ人といった白人たちも砲雨にさらされながら、「家は燃えてしまった。食うものもない。ああ!いまに命までなくなるだろう」などと喚き、泣け叫び、右往左往しながら砲弾に斃れていった。ゲリラからの殺戮を逃れた日本人住民も例外ではなく、アメリカ軍の砲撃で多数が犠牲となった。また、逃げ惑う日本人住民が銃撃戦に巻き込まれることもあったが、ある日本人住民が「海軍の兵隊さん、日本人です。お願いします」と叫んだところ、マ海防の兵士は射撃を止め「そっち言ったら危ないぞ!右に曲がれ」と避難経路まで教えてくれたという。わずかに生存した日本人住民にとって、悲惨な戦場にあって日本人同士の情愛が感じられる出来事となった。
マ海防はアメリカ軍部隊を足止めしても、アメリカ軍重砲の激しい砲撃に一方的に打ちのめされるだけとなり、損害は増大していった。そのような状況の2月14日になってようやく、第14方面軍司令官の山下が海軍部隊がマニラにとどまっていることを知って、慌てて振武集団司令官横山に対して「海軍部隊は後退せしむべし」と命じ、横山は岩淵にフォート・マッキンレーへの撤退を命じた。これは陸軍からマ海防への遅ればせながら初めての正式な撤退命令となったが、もはや包囲されている岩淵に撤退は不可能になっていた。また、マニラの戦況を固唾をのんで見守っていた南西方面艦隊司令長官大川内傳七中将は、敢闘しているマ海防に対して、山下の方針に反した「海軍の伝統を発揮せよ」や「戦況愈々重大ヲ加フ。切二御自愛奮闘ヲ祈ル」など督戦するかのような電文を送っており、この段階においてもマニラに対する日本軍全体の方針が固まっていなかった。動揺する陸海軍司令部をよそに岩淵の決心は既に固まっており、2月16日には「謹ミ畏ミテ、天皇陛下ノ万歳ヲ寿ギ奉ル。注、最後ノ一兵マデ敢闘スル決心ナルモ、通信途絶ヲ考慮シ御挨拶申シ上グ」とする最後の挨拶を司令部宛てに打電した。
マニラ都心での戦闘が激化すると、マニラ市内のフィリピン人は10歳の子供に至るまで完全にゲリラ化していった。フィリピン人は正規のゲリラから兵器を支給してもらったり、日本兵の遺体から兵器を奪ったりして武装し、数少なくなっていた日本兵を襲撃した。なかには、黒覆面姿で徒党を組んで同じフィリピン人相手に暴行や略奪を重ねる武装ギャング団も現れた。日本軍はアメリカ軍との戦争に加えて、ゲリラ対策も強化せざるを得なかった。2月13日には陸軍部隊で以下の様な命令が出されている。
1. マニラ二侵入セル米軍ハ砲兵約1,000ヲ有ス。ナオ比島人ゲリラ数千アリ。ソノ中ニハ婦女子モ混入シアリ。
2. 日本軍将兵、日本軍一般人及ビ特別建設班ヲ除キ、戦場ニアル者ハスベテ之ヲ殺スベシ。

約10,000人以下の兵力となっていたマ海防であったが、圧倒的な火力を誇る35,000人のアメリカ兵と数万人のゲリラを相手に、3週間近くも敢闘してきた。しかしこの頃には、アメリカ軍の砲撃に斃れ、多くのゲリラに追われており、その様子はあたかも、サメの大群に逃げ場のない入り江に追い込まれたイルカの群れのようになっており、アメリカ軍やゲリラへの斬りこみ攻撃はおろか、夜陰に紛れてのマニラ脱出も不可能に近くなっていた。
2月23日、日本軍を追い詰めたグリズワルドと歩兵第37師団長ロバート・S・ベイトラー少将は、イントラムロスに集中砲撃を行い、その一気に攻略するという作戦をマッカーサーに上申した。市街地の破壊を避けるため空爆を許可しないという建前のマッカーサーであったが、ただ爆弾を砲弾に変えただけの“焦土砲撃”は許可した。今まで太平洋戦線で行われた最大規模の重砲による砲撃がイントラムロスに浴びせられ、その様子はイントラムロスにピナトゥボ山が現れて大噴火をおこしたようなものだったという。なおもわずかに残った建物に立て籠もる日本兵に対しては、地下室にガソリンを大量に投入しそれを火炎放射器で炎上させて、建物ごと日本兵を焼殺した。
この攻撃でイントラムロスは灰塵に帰し、のちに視察したアメリカ第6軍司令官ウォルター・クルーガー中将は、焼けただれた市街に積み重なる大量の遺体を見て「ひどい、ここまでやる必要はなかったのかも知れない」と目を背け、アメリカ第8軍司令官ロバート・アイケルバーガー中将も妻に宛てて「完璧に破壊されて廃墟にならなかったものは実際何もない」「これはまったく墓場のようだ。マニラの大半は事実上消えてしまった」という手紙を書き送っている。
2月26日に司令官の岩淵は、最後が近いことを悟ると、生存している部下全員を司令部としていた農商務省ビルの地下に集め、恩賜の酒を取り出し別杯を酌み交わすと「指揮のつたなきのため、遂にかかる事態に陥ったことをお詫びする。もし諸氏にて脱出し得る自信のあるものは脱出せよ。然らざるものはここで死んでくれ」と別れの言葉を述べ、だた一人で司令官の個室に入ると「強者は倒れ、弱者は残る」と、最後まで支援も明確な指示もなかった振武集団や南西方面艦隊司令部への抗議の言葉を残して自決した。
その後、アメリカ軍による掃討作戦が進んで3月3日に戦闘終結が宣言されたが、2月27日にイントラロムスが解放されると、マッカーサーは奇跡的に戦火を逃れて無事であったマラカニアン宮殿で首都の回復を宣言した。その中でマニラの破壊について全面的に日本側に罪を被せるように非難している。
マニラの市街戦におけるフィリピン人の犠牲は10万人以上にも達した。正確な人数は不明であるが、戦後に開廷されたマニラ軍事裁判においては、フィリピン全土で日本軍によって62,278人の民間人、144人のアメリカ人将校と下士官兵が殺害され、488人の女性が性的暴行を受けたと告発されている。しかし、近年の研究においては、日本軍に虐殺されたのが全体の60％で、残り40％はアメリカ軍の砲撃による犠牲と言われ、なかにはアメリカ軍による犠牲者の方が多かったとのフィリピン側の指摘もある。

## 戦争犯罪としての裁き

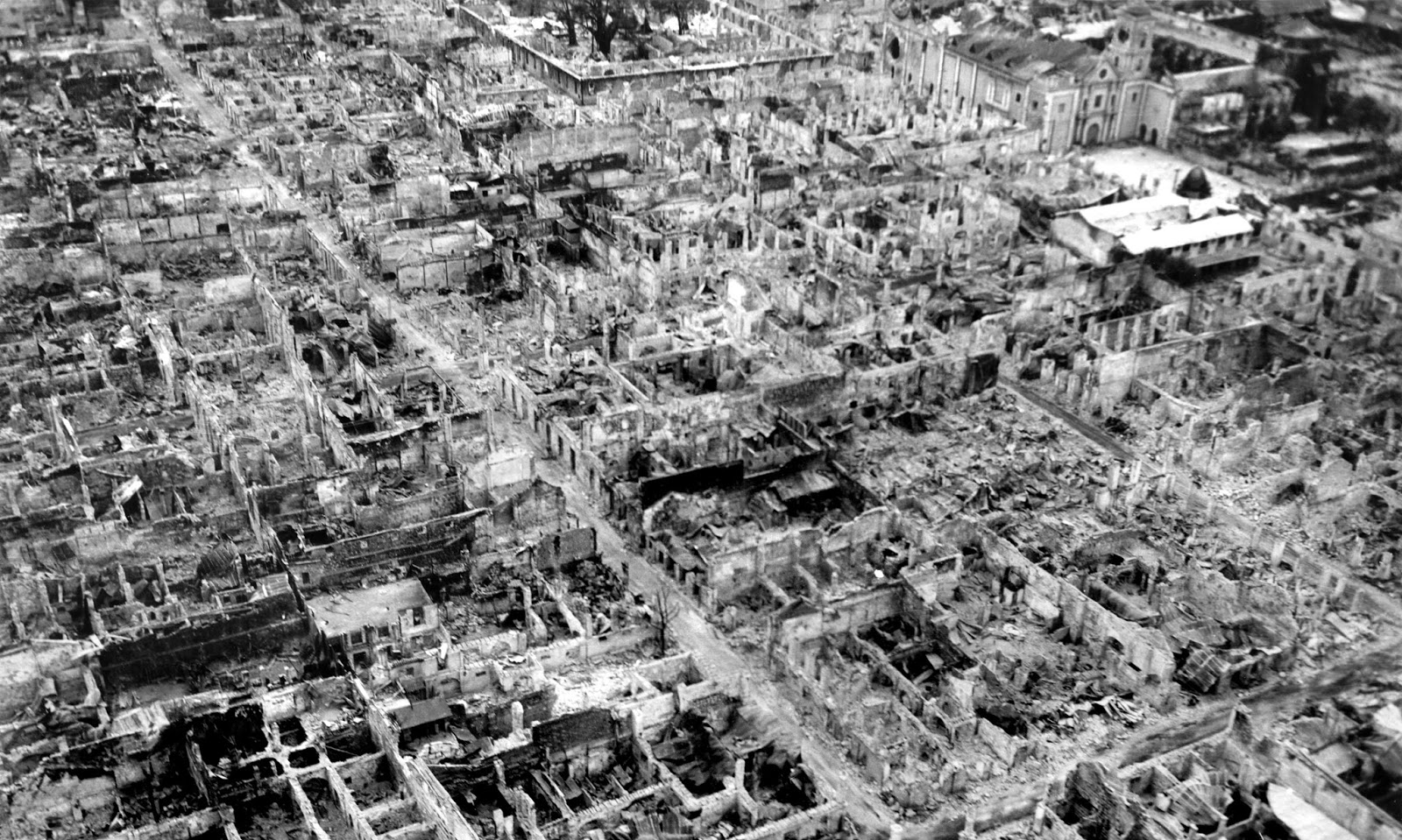
廃墟と化したマニラ市街

### マニラ軍事裁判の開廷
2月23日のアメリカ軍による徹底した“焦土砲撃”ののち、アメリカ軍歩兵第129連隊は激戦の末イントラムロスを占領すると、北側のサンチャゴ要塞の地下室から380体の異様な遺体を発見した。その遺体の多くは餓死者であったが、なかには両手を縛られていたり、銃剣で刺殺された遺体もあった、連隊長のJ.フレデリック大佐はこれを日本軍による虐殺と考えて司令部に報告した。報告を受けたアメリカ陸軍太平洋方面軍の法務局戦争犯罪部が徹底した戦争犯罪の捜査を行い、いわゆる“マニラ大虐殺”として、大戦初期の“バターン死の行進”とともにフィリピンにおけるBC級軍事裁判であるマニラ軍事裁判の最大のテーマとなった。
しかし、当事者であったマ海防は殆どが戦死しており、また、関係者の尋問に出てくる当事者の名前がアメリカ軍が入手したマ海防の名簿に該当者がないこともあって捜査は難航した。大量虐殺については、マ海防が、これまでのゲリラとの戦闘経験から、フィリピン人すべてをゲリラないしは協力者だとみなしており、老若男女を問わず虐殺したり拘束した可能性が指摘されたが、ただし、司令官の岩淵やマ海防を指揮していた振武集団からの虐殺命令は確認されておらず、虐殺の命令が前線部隊から発されたものなのか？もしくはより上級の司令部から発されたものなのか？また、虐殺の実行者が現役兵と現地召集兵のどちらによるものなのか？兵種の区別なく一様におこなわれたものなのか？などは裁判でも明らかにはされなかった。
ベイビューホテルの性的暴行事件についても、第41軍（マニラの戦い後に振武集団から改編）司令官横山などを尋問し、マ海防の組織的犯行ではないかとの捜査を進めたが、1946年5月13日付で、加害者について命令者も実行者も共に特定することができないとし、この事件捜査を打ち切っている。そして、事件の性格については「記録からは、この肉欲が計画され仕組まれたものという印象を受けない。しかしながら、避けられない事態に直面した狂信者たちの欲望を満たすために、罪のない人々の権利を悪質にかつ不必要に無視したことは、明白な証拠がある」とし、「要するに、包括的な根本的な動機はないと言ってよいだろう。むしろ、もはやあまり生きられないと知った狂信者たちの欲望をほしいままにさせることを許容したと言えよう」と絶望した一部兵士の刹那的な犯行としている。ドイツ人クラブ虐殺事件の数少ない生還者となったスペイン人レイナスも「自分（日本兵）たちは死ぬのがわかっている。フィリピン人は日本軍を嫌っている。そのフィリピン人と一緒にいる人間はドイツ人であろうがなんであろうがやっちまえ、となったのでは？理性なんてものは全く失われていた」と回顧し、当時の日本兵の状況を「人間性（の喪失）」「自暴自棄・死に物狂い」であったと指摘している。
大虐殺事件の主犯とされたマ海防は、戦闘前にマニラから退去していたり戦闘中にマニラから脱出できた兵士もおり、終戦時には1,611人が生存していた。アメリカ軍に投降したマ海防の兵士たちは、一部の兵士がゲリラ容疑者を処刑した以外に性的暴行や大量虐殺など身に覚えが全くなく、アメリカ軍がマニラに侵攻してからは毎日ひたすら戦い続けていたので、このような容疑をかけられるのは殆どの兵士にとって全く意外なことであった。そして、司令官の岩淵の人柄を知る兵士たちにとって、岩淵に浴びせられている「海軍の名誉や自分の死に場所探求という自己満足のために多くの将兵やマニラ市民を巻き添えにした」「所詮は不要な戦いであった。10,000人が死んで得たものは苛酷な汚名だけであった」などという厳しい非難も受け入れがたいものであったという。

### 山下裁判

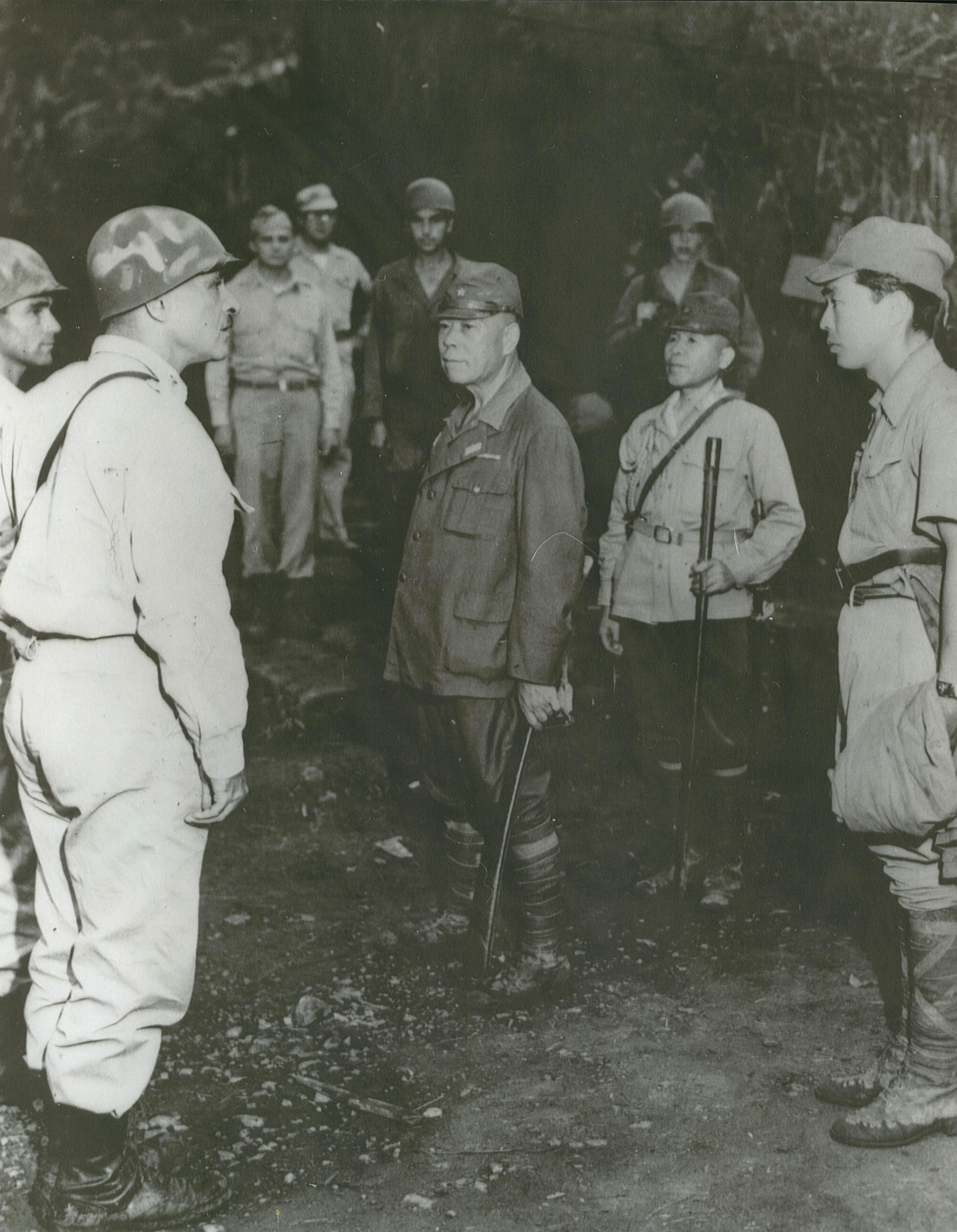
終戦後にアメリカ軍に投降した第14方面軍司令官山下奉文大将

結局、このマニラでの虐殺行為の責任は軍司令官の山下が負わされることとなった。マッカーサーはフィリピン人の日本人に対する復讐心を満足させ、アメリカの寛大な占領政策を印象づけさせるためと、アメリカ軍のおこなったマニラ破壊の責任を日本軍に転嫁するために山下を裁く必要があると考えた。山下はマッカーサーの意向もあってぞんざいな扱いを受けており、参謀長の武藤章中将が、独房とは言え犯罪者のように軍司令官の山下を扱うことに激高して「一国の軍司令官を監獄に入れるとは何事だ」と激しく抗議したが受け入れられることはなかった。マッカーサーは山下を裁くため、西太平洋合衆国陸軍司令官ウィリアム・D・ステイヤー中将にマニラ軍事裁判の開廷を命じたが、5人の軍事法廷の裁判官は、マッカーサーやステイヤーの息のかかった法曹経験が全くない職業軍人であり、典型的なカンガルー法廷（似非裁判：法律を無視して行われる私的裁判）であった。
山下はこの法廷で、聖パウロ大学（サン・パブロ大学）での994名殺害、北部墓地での約2,000名の処刑、サンチャゴ要塞での集団殺害などで裁かれることとなったが、裁判の様子は記録映画をつくるため、当時は貴重であったカラーで撮影され、建物の外には多くのフィリピン人が押し寄せ、その見物客を見込んでアイスクリーム売りの出店が出店するなど、見世物のようになっていた。裁判では虐殺を生き延びた多くのフィリピン人が証言台に立ち、ベイビューホテルで性被害を受けた女性たちの「3人の日本海兵が、私を引きずり出しました。私は抵抗しようとしたのですが、彼らは私を押さえつけて放さず・・・3人のうち1人は見張りに立ってました」「無理やりホテルに連れ込まれ、床に銃剣を突き立てたまま強姦された」という生々しい証言や、中には日本兵から銃剣で突き刺されたとして、目をそむけたくなるような傷跡を法廷で披露する子供なども現れた。しかし、法廷に提示された証拠のなかには明らかに真偽が怪しいものもあって、証拠として採用され上映された記録映画は、アメリカ兵が日本兵の遺体のポケットから1枚の紙を取り出すと、その紙は東京から届いた「マニラを破壊せよ」という極秘命令書であったというものであった。山下のアメリカ人弁護団は検察側が提示するまやかしの証拠を見て「故国を愛するアメリカ人は、やむことのない恥辱の痛みを感じないで検察側の記録を読むことはできない」と嘆いたが、所詮は判決が初めから決まっているカンガルー裁判であった。
それでもA・フランク・リール大尉ら山下のアメリカ人弁護団は、国際法に照らし合わせて山下を弁護した。山下が自ら出した唯一のゲリラ討伐に関する文書での命令は、1944年10月11日の「武装ゲリラの鎮圧」を命じたものであったが、国際法上で軍装を一切せずに民服で秘密裏に戦闘行動を行うことは違反行為であり、ゲリラはフィリピン人から見れば英雄であっても、日本軍から見れば「戦争犯罪人」となることを指摘した。それでも、ゲリラを処刑するには国際法上は交戦の事実の立証が必要であるが、山下や日本軍はそれを怠ったに過ぎないことと、一見残虐に見える銃剣や軍刀による殺害も、日本軍が弾薬不足に悩まされており、多くの場合やむを得なかったとも指摘した。さらに、女性や子供の犠牲も多かったことについても、現時点でのアメリカ人的な感覚では信じられないが、もしアメリカ軍が当時の日本軍が直面していた焦燥と恐怖に追い込まれた場合に現代のアメリカ人が誇る「フェアプレーの観念」を最後まで持ち続けることができるのか？と疑問を呈した。さらに、「確かに、我が軍（アメリカ軍）の中にも、強姦が全然行われなかったわけではない。しかし、アメリカ兵が女や子供を含めて民間人を平然と銃剣で刺したり、銃で撃ち殺したりすることはとても考えられない。都市に爆弾を落とす航空兵は同じ結果を生み出しているが、彼は自分でしたことを見ることができない。そして西洋人の心には、個人的接触があるかないかということが、非常に重要である」と、アメリカ軍も同じ様に老若男女を問わず大量虐殺を行っているが、アメリカ人は直接手を下す虐殺の方に嫌悪感を覚えているに過ぎないとも指摘している。

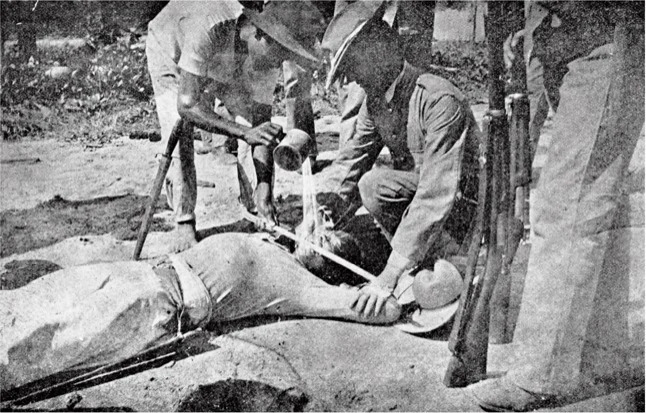
米比戦争でフィリピン人を水責めで拷問するアメリカ兵

そしてアメリカ人も歴史を遡れば、南北戦争では南軍北軍双方が残虐行為を行っているし、規模は違うとは言え、同じフィリピンでアメリカも過去に日本と同じようにフィリピン人の反乱に悩まされたとき（米比戦争）数多くの残虐行為を行ったことも指摘した。例として、マッカーサーの父アーサー・マッカーサー・ジュニアがフィリピンのアメリカ軍の司令官であった時に、フィリピンの独立運動を弾圧したが、そのアメリカ軍が考案した血なまぐさい手段と、今回日本軍が行った残虐行為には類似性があり、また、鎮圧軍指揮官であったジャコブ・H・スミス准将も、「懲罰遠征」と称して、反乱の起こったサマール島のフィリピン人集落を襲撃し「わしは捕虜は欲しくない。殺して焼くこと、多くを焼き殺すほど、ありがたい」「虐殺を免れるのは10歳までの子供」と吹聴してフィリピン人を虐殺していたことも指摘した。
山下は「武装ゲリラの鎮圧」は命じたが皆殺しは命じてないと供述し、バダンガス州の虐殺で死刑判決を受けた第17連隊長の藤重も、非戦闘員の殺害や婦女子の殺害を上官から命じられたこともなければ、報告したことすらないと断言し山下の供述を裏付けたが、検察側は山下が虐殺を命じたことの立証は困難と考えており、でっち上げの証拠を駆使しても山下が「指揮下部隊の統制に失敗した」ということで有罪にしようと考えていた。その検察側の法廷戦略に対して山下は「私は部隊の統制に最も力を注いだ。しかし、それが不十分と言うなら、それを認めよう。誰か別の人にはできたかも知れないから、ただ、私はベストを尽くしたと信じている。」と供述している。山下の弁護団はマッカーサーが裁判長に判決の迅速化を図るよう圧力をかけているという情報も掴んでおり、マッカーサーの意のままに動いている裁判に対して、公平性に欠けていると何度も抗議をしたが、裁判官の1人は弁護団の抗議に対して「諸君は、馬上の闘いをする騎士ではない。陸軍の法務将校で、この法廷の構成員だ。諸君の義務は事実の発見を助けることで、起訴事実を論破することではない」と突っぱねている。
弁護団の懸命な弁護活動の甲斐なく、山下はそれまでに判例もなかった、部下がおこなった行為はすべて指揮官の責任に帰するという「指揮官責任論」で死刑判決を下された。マッカーサーは判決に対して「この将校は彼の部隊、彼の祖国及び人類に対する義務を裏切った。彼は軍人としての彼の信条にそむいた」「彼の生涯は軍職に身をおく者の汚辱である」との苛烈な言葉を追加し、山下から一切の軍装を剥がした上での絞首刑を命じた。山下はその屈辱的な死刑判決を受け入れ、最後の言葉として「死に際し、神の前に立っても自分の行いを恥じないだろう。もし日本軍司令官として能力がなかったと言われるなら、それは私の生来の能力のためであり、なんとも言えない」「諸君（アメリカ人弁護団）の親切な扱いを受けられたことはうれしかった。死んでも諸君の親切は忘れないし、刑の執行を非難しようとも思わない」と述べた。同じくマッカーサーの復讐裁判でバターン死の行進の責任を問われて死刑となった前司令官の本間雅晴は、「戦争に負けたのだから致し方ないと諦めるより外ありません」と述べた。
マッカーサーは日本軍が行ったゲリラ討伐を「強力で無慈悲な戦力が野蛮な手段に訴えた」「軍人は敵味方問わず、弱き者、無武装の者を守る義務を持っている……（日本軍が犯した）犯罪は軍人の職業を汚し、文明の汚点となり」と激しく非難したが、その無武装で弱き者を武装させたのはマッカーサーであった。

## 歴史認識

### 日本
日本政府の責任については1960年代までの戦犯裁判、サンフランシスコ平和条約、戦後賠償交渉を通じてフィリピン政府ならびにフィリピン国民は日本の国際復帰に関して厳しい態度を取り続けていたものの、日本側がODA供与等の経済関係の構築、遺族の慰霊巡崇や遺骨収集等の民間交流、様々な場においてフィリピン側に対して非公式な謝罪を行い、フィリピン側がこれを受容する姿勢を取ってきたこともあって和解が進んできた。その一方、こうした和解によりかえって記憶の風化が進み、少なくとも日本側ではフィリピン戦およびマニラ戦に関する記憶が下の世代に全く継承されず、完全な「国民的記憶喪失」の状態となっている。第二次世界大戦終結60周年である2005年に日中および日韓の歴史認識をめぐる問題への関心が高まる中、フィリピン政府は靖国参拝や「歴史問題」に関与しない姿勢を貫いた一方、メディアや世論ではマニラ戦追悼式典にフィリピン政府が重きを置かないことに対する批判、フィリピンにおける日本軍の残虐行為が国際的に認知されていないことに対する不満、さらには日本側が「記憶喪失」に陥っていることに対する反発の動きが強まったが、在フィリピン日本国大使館特命全権大使の山崎隆一郎があちこちの式典に出向いて、｢深い自責の念(deep sense of remorse)｣を表明したことで大きな問題に発展しなかったが、これについても日本では報道されていない。

### アメリカ

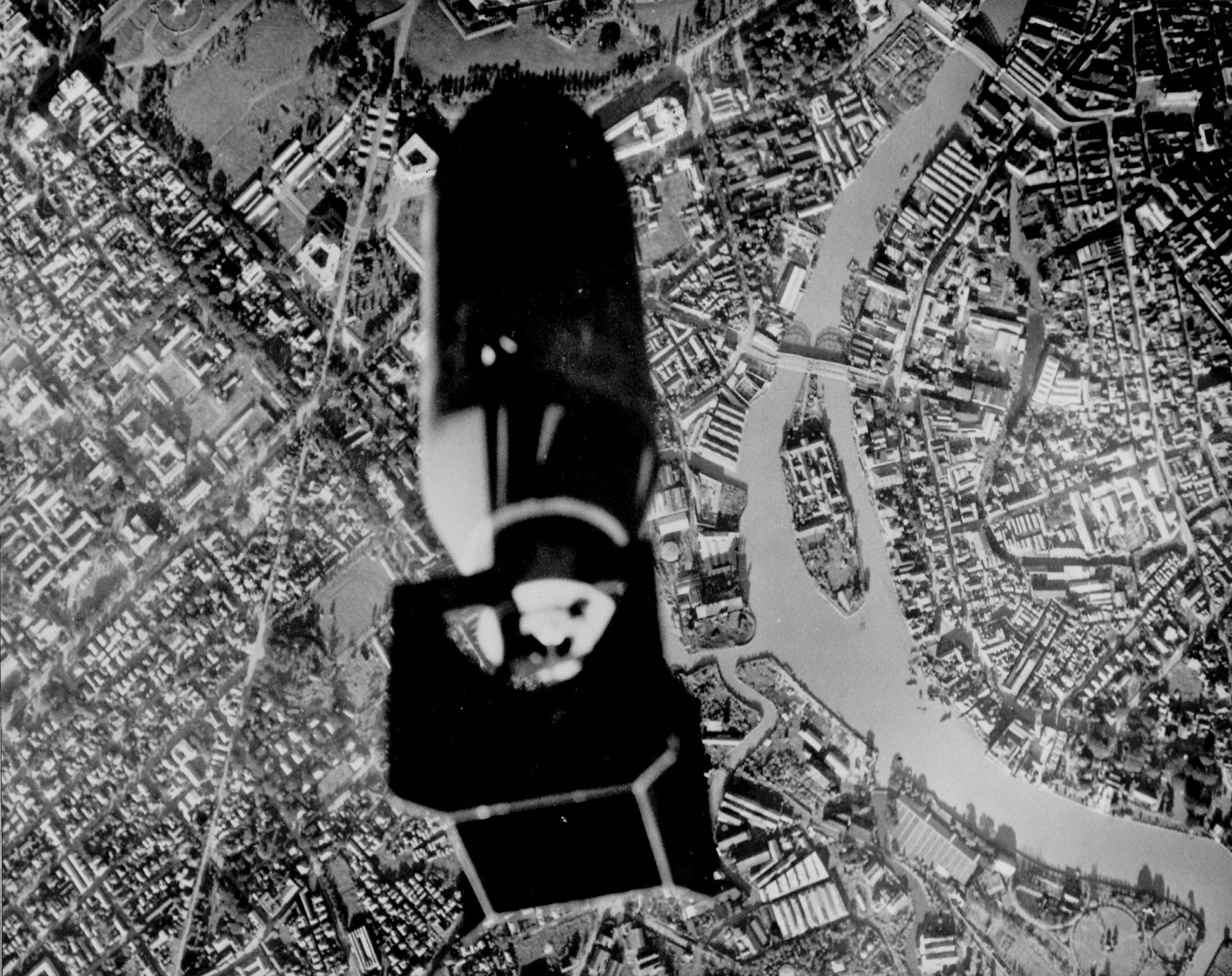
アメリカ海軍艦上攻撃機TBFアベンジャーからマニラ市街に投下された爆弾

マニラでの戦争犯罪は、戦後のGHQによる日本統治に最大限利用された。GHQは一般命令第4号で「日本人の各層に、敗北と戦争を起こした罪、現在と将来の日本の苦難と窮乏に対する軍国主義者の責任、連合国による軍事占領の理由と目的を周知徹底する」と通達したが、その手段として最も重視したのがマスコミで、1945年（昭和20年）12月9日より10回にわたり、プロパガンダ番組である「眞相はかうだ」を社団法人日本放送協会のラジオ第1放送・第2放送で同時放送させた。
マニラ大虐殺は、「眞相はかうだ」の「どうか、戦争中のマニラの真相についてお話ください」という回で取り上げられたが、そこでは「マニラは今や灰塵に帰している。かつて東洋の豪華都市を誇ったマニラも今や死の街となっている。大部分の教会、修道院、大学は瓦礫の山と化し、爆撃と火炎の犠牲となり、餓死者や惨死者の死体や手足を切断された女、銃剣で刺し殺された赤子の死体がうずたかく積み上げられている。
かかる惨禍をもたらした命令は、直接東京から指示されたものである。日本人俘慮、軍担当者、比島人官吏並びに市民、日本側公文書より得た信ずべき報告により、次のごとき驚くべき事実が判明した。即ちマニラの破壊は最後の土壇場に追い込まれた守備隊による逆上した行動に基づくものではなく、日本軍最高司令部の周到なる計画により行われたものであるということである。」「極東における最も美しい教会と称されたマニラ・カシドラルは僅かに外廓を止めており、大司教の邸宅、病院、修道院、学校、図書館は灰燼に帰した。イントラムロスをして、小さなローマの名をなさしめた文化的な記念物はかくて姿を没した。イントラムロスの外部に於いても、日本軍は同様に情け容赦もなく、慈善姉妹会所属のスペイン時代の旧施設を破壊した。日本軍がルーベン、アシラム修道院を砲撃した時、そこには婦女子を主とする千人以上の避難民がいたのであった。またコンコルディア大学には、赤子、孤児、棄子、病人、サン・ホセ病院から移された狂人等、二千人以上の避難民がいた。こうした建築物のドアは、鎖で縛られていて、構内から何人も逃げ出さないために機銃を撃ち込み、しかるのちその建物を焼き払ったのである。」などと日本軍の残虐性を強調した内容で放送され、日本人に贖罪意識を植え付けるのに利用された。
また、長崎医科大学（現長崎大学医学部）助教授だった永井隆が、長崎市への原子爆弾投下で被爆した自分の体験を書いた「長崎の鐘」を出版するにあたって、GHQの検閲で連合軍総司令部諜報課が作成した「マニラの悲劇」との合本とさせられた。この本ではマニラでの日本軍の戦争犯罪がマニラ軍事裁判における関係者の供述を中心に記述されているが、「西洋人にとっては、これらの恐るべき行為が現実に存在したとは、到底考えられないであろう。これと同じものを見出すためには、歴史を遡って探らなければならない。すなわちチンギス・カンであり、全き破壊の尾を曳いて進撃して行った蒙古人たちである。これは同じ種族なのだ、日本人はキモノを着たチンギス・カンである」「この犯罪の責任は、天皇によって代表される日本軍統帥部と日本政府にある。さらに日本国民全体も、終局的には、この恐るべき犯罪の責任を回避することはできない。彼等は道徳的に言って共犯であり、同じく有罪なのである。」などと、激しい口調で日本人全員を非難するようなアメリカ側の見解も記述されており、さらに、永井による赤裸々な原子爆弾被害の記述に負い目を感じているからか、「或る一人の男が突然暴れだして、路上に行き会う誰彼を見境なしに殺して回ったとしたら、警官は彼を捕らえなくてはならない。これが、日本がアメリカと全世界に課した宿題であり、この無差別な殺傷行為を止め、戦争を終結させるために、アメリカと全世界が原子爆弾を使用せざるを得なかった所以である。かくすることにより、彼等は日本およびその他の国々における無数の人命を救うことができたのである」などと、日本人の口を借りたような記述でマニラの戦争犯罪を原爆投下の正当化のための引き合いに利用している。

### フィリピン

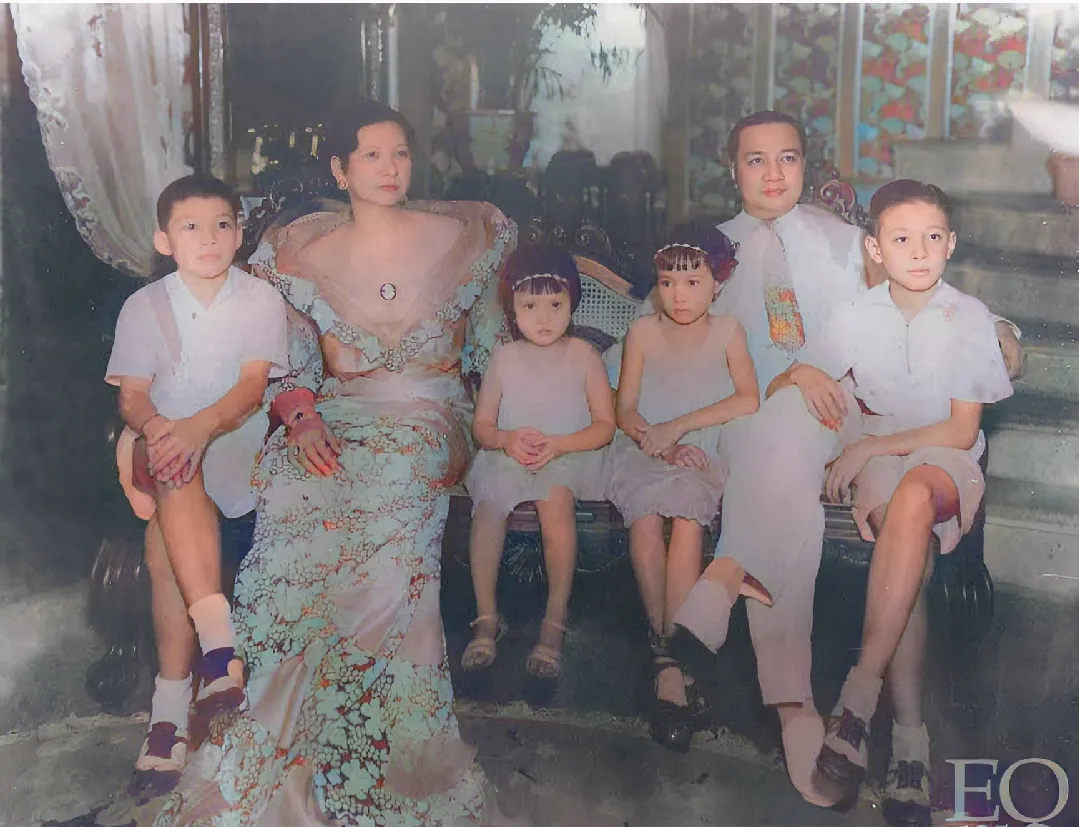
フィリピン第6代大統領エルピディオ・キリノの家族写真、この中でキリノと次女のヴィクトリア・キリノ以外は日本軍に殺害された

当然ながら、この事件を含めた戦時中の日本に対する反感は強く、アジアの中でも有数の反日感情を持つ国となっていた。終戦後も日本軍戦犯に対する軍事裁判はアメリカがおこなっていたが、アメリカはフィリピンが独立すると、フィリピン側に未決囚300人の引継ぎと裁判権の移管を打診した。フィリピン国内世論では「裁判など不必要」で全員罰するべきという風潮もあったが、フィリピン政府は、復讐や報復ではなく、国際法の諸原則に準拠して公正な裁判を追求する方針を示して、戦犯裁判と未決囚をアメリカから引き継いだ。しかしその高邁な方針に対して、実際に行われた裁判は世論の影響もあって厳罰化に主眼が置かれ、裁判も杜撰なものとなった。証拠は被害を受けたとされるフィリピン人の証言が最も重要視され、あやふやな記憶で身に覚えのない罪を着せられた日本軍捕虜も多数に及んだ。検察官もフィリピン被害者の感情に忖度し、偽証をでっち上げ、新しい容疑者を次々と“製造”していった。杜撰な裁判で被告の91％が有罪を宣告され、無罪は9％にとどまった。また、被告の半数以上（52％）に死刑が言い渡されたが、これは他の連合国の裁判での死刑率22％と比較しても、その厳しさは際立っていた。
戦犯裁判が終わっても、フィリピン人の対日感情は依然として厳しかったが、自らもマニラで妻女と3人の子供を殺害されたフィリピン第三共和国のエルピディオ・キリノ大統領が、1953年6月にモンテンルパ刑務所に服役していた105名の日本人戦犯に恩赦を出して全員を釈放した。この背景としては、冷戦開始に伴いアメリカが対日政策を転換したことに足並みを揃えるといった国際的なものや、日本との賠償交渉を進めて早めに賠償金を受け取りたいといった経済的なものもあったが、何よりキリノがキリスト教の教義に基づいて、憎しみを乗り越えて、未来に繋げたいという意向もあった。この後、日本とフィリピンの関係は修復化していき、1956年5月には日比賠償協定が締結されて国交正常化した。キリノは日本人戦犯に恩赦を出した時に下記の様に発言している。
キリノの次の大統領として日比賠償協定を締結したラモン・マグサイサイは、戦時中はゲリラ指導者として日本軍と戦ったが、マニラの戦いを「花束よりも涙が捧げられる戦場」表現した。そして「捧げられる涙は、戦いに倒れたすべての人たちが対象」とマニラ市民に加えて、戦死した日本兵とアメリカ兵にも哀悼の意を表している。
その後、フィリピンでは日本との関係改善を進めようとする国家の方針や、日本からの多額の経済援助もあって、日本からの戦争被害について強調されることはなかった。ここは、国民団結のため日本の植民地支配や戦争被害を強調してきた大韓民国や中華人民共和国などとは全く姿勢を異にすることとなった。そのため、フィリピンは戦争被害の記憶が生々しい頃は、アジア有数の反日感情を持つ国であったが、いつしかアジアでもっとも親日感情を持つ国となった。親日感情が国民のなかに定着するにしたがって、「日本軍で悪いことしたのは朝鮮人や台湾人だった」などと誤った認識を持つ国民も現れた。フィリピンの若い世代の間では、フィリピンの戦禍について認知・共有が進んでない側面もあり、戦争末期のマニラなどにおける惨禍について、『インクワイアラー』をはじめとするフィリピン国内の大手新聞社が若い世代を対象とした特集記事を組むようになった。
一方で、犠牲者の多くを占めたアメリカ軍の砲撃について批判することはタブーとされて、フィリピン人は受忍せざるを得なかったが、犠牲者については、当初の推計よりは遥かに多く、30万人を超えたとの推計もなされるようになり、独立後にフィリピン政府はアメリカ軍に対して「日本軍に殺害された市民よりアメリカ軍の砲火にやられた市民の方が遥かに多い」と苦言を呈したこともあった。近年では、アメリカ軍がフィリピン人の生命よりもアメリカ兵の生命を優先させたことが批判的に言及されるようになっている。元フィリピン外務省の国際連合顧問で、フィリピン大学法学部名誉博士で歴史家のレナト・コンスタンティーノは、多大なフィリピン人の被害を振り返って「西洋の植民地帝国（アメリカ）とアジアの植民地帝国（日本）の戦争であった」「フィリピン人は他人の戦争に巻き込まれ犠牲になった」「我々（フィリピン人）は不幸にもこの戦争に巻き込まれ、飢え死にし討伐の犠牲となり国土を踏みにじられた」と述べている。